# 稲城市
稲城市（いなぎし）は、東京都の多摩地域南部に位置する市。
人口は約9万人。日本住宅公団（現・独立行政法人都市再生機構）による1970年代以降の多摩ニュータウン建設や京王相模原線および小田急多摩線の沿線開発に伴い、多摩川流域の既存住宅地と合わせた人口が急増した。古くからナシやブドウの産地である。現在でも住宅地の中に多くの梨農園や梨の直売所が見られる。サッカーJリーグ・東京ヴェルディのホームタウンでもある。
多摩ニュータウンのファインヒル向陽台地区は1995年度に都市景観100選大賞を受賞。
東京都の住宅街で大賞を受賞したのは大田区の田園調布と稲城市向陽台地区のみである。

## 地理
東京都心から西南に約25km。多摩川右岸に位置し、市内大丸にて取水した大丸用水が東部を潤し、東西方向に三沢川が横断する。多摩丘陵の北東部に位置し、現在は多くが住宅地となっているが、古くから谷戸地形を活かした農業が営まれており、森林も比較的多く残っている。他の東京都の多摩地区の自治体よりも神奈川県の川崎市といったつながりが強い。
市域は「勾玉」の形をしており、よみうりランド内の一部が飛地となっている。

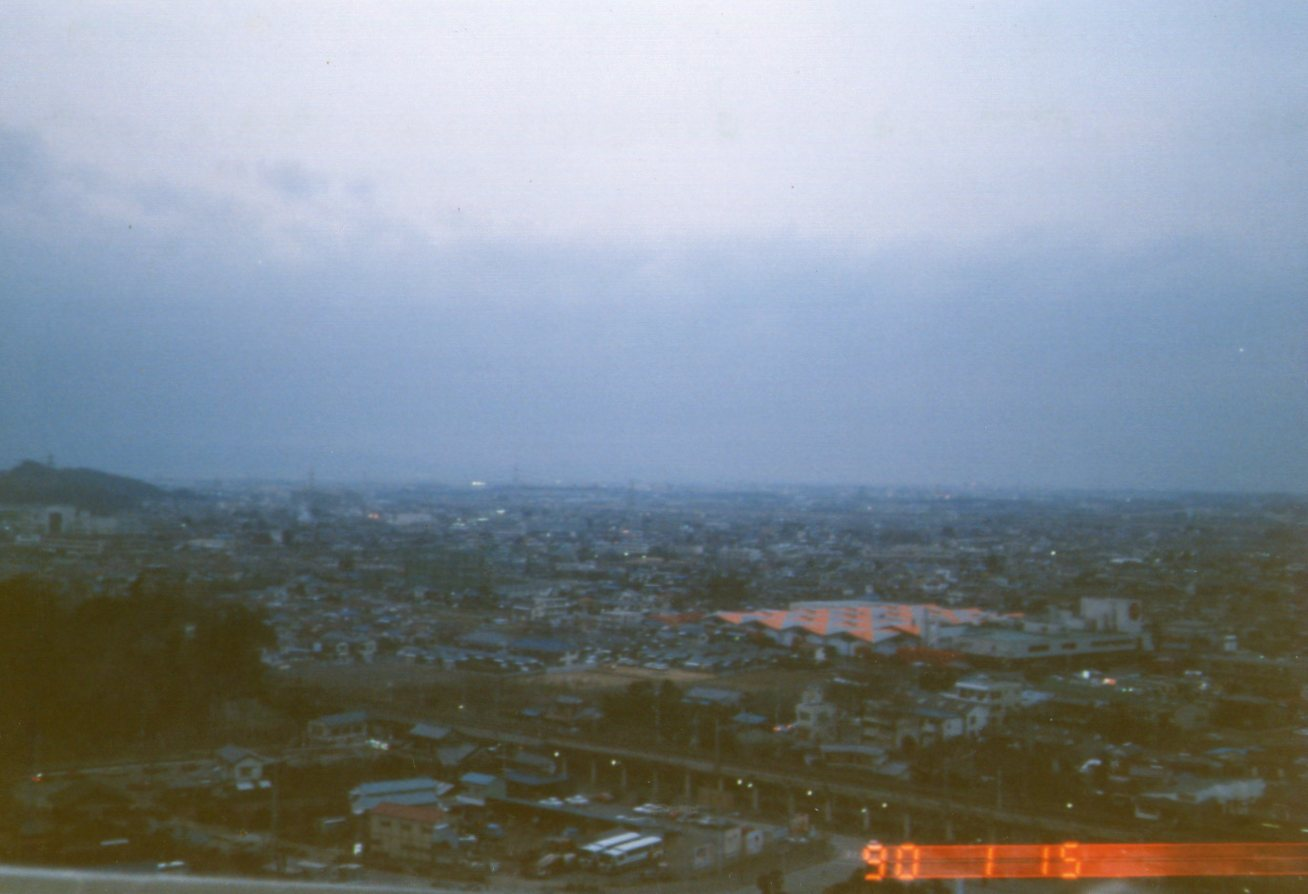
1990年1月15日、よみうりランド観覧車から見た京王よみうりランド駅と稲城市街

### 地形
大まかに分けると多摩丘陵と多摩川周辺の沖積地の二つとなり、多摩周辺の沖積地（平地）が北部を、多摩丘陵が南部を形成する。また多摩川支流の三沢川が、多摩丘陵部を北西と南西に分ける形で流れる。
多摩川沿いにはJR南武線の「矢野口」「稲城長沼」「南多摩」の3つの駅、三沢川沿いには京王相模原線の「京王よみうりランド」「稲城」の2つの駅がある。(若葉台駅は厳密には神奈川県川崎市麻生区に位置する)
三沢川にほぼ平行して建設された鶴川街道を北上すると稲城大橋があり、中央道に続くこの稲城大橋が多摩南部とのパイプ的役割を果たしている。

### 地質
稲城には、坂浜や平尾の丘陵地や台地に関東ローム層が堆積しており、その中の立川ロームという層位から14か所の旧石器時代の遺跡が発見されている。大丸には奈良時代の遺跡・瓦谷戸窯跡（東京都指定旧跡）がある。

### 市域の概要

#### 東・北部
多摩川と多摩丘陵（南山（みなみやま）と呼ばれる）にはさまれた地域。南武線や川崎街道、南多摩尾根幹線（鶴川街道）、京王相模原線が横断し、市の中心部を形成する。もともとは多摩川の氾濫原であり、平坦な地形である。南山の際には川崎市麻生区黒川を水源とする三沢川が流れている。古代から稲作が行われてきた地域で、江戸期には大丸用水が開削されている。大丸から多摩市連光寺に通じる斜面では奈良時代、武蔵国分寺に使用する瓦を焼いており、窯跡が発掘されている（瓦谷戸窯跡）。鶴川街道の拡張など急速に宅地開発が進んでいるが、広々とした敷地に古格のある土蔵が建っている古くからの農家もまだまだ残っている。
市内の多摩丘陵は南山（みなみやま）と呼ばれ、新宿から30分という近さにもかかわらずタヌキ、オオタカなど豊かな自然が残る大規模な里山として知られているが、その東側は現在、区画整理組合方式による宅地開発が行われている。ただし、これに反対する意見も根強い。

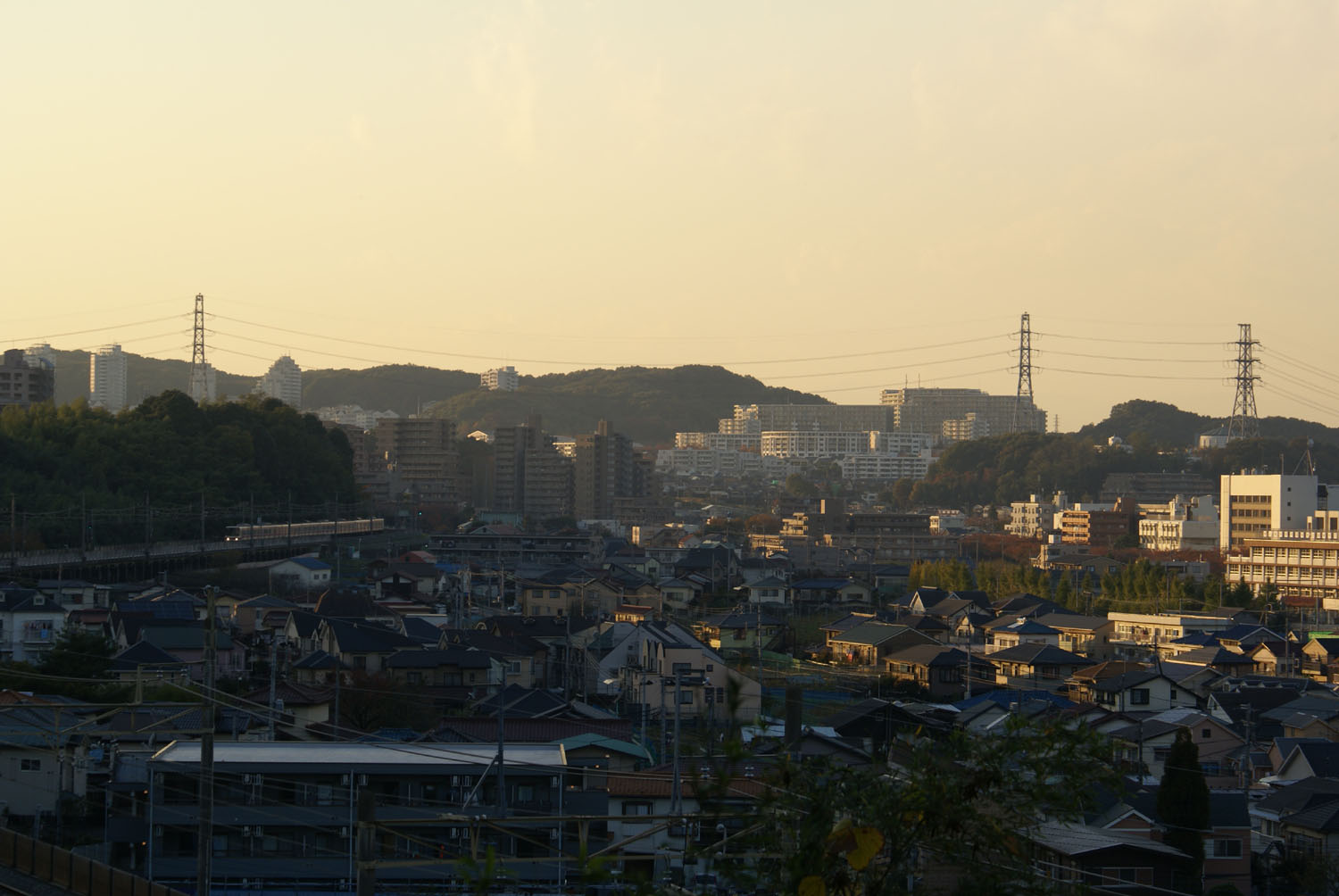
稲城市東部・西部遠景。手前から矢野口、大丸、向陽台。右手が東長沼。

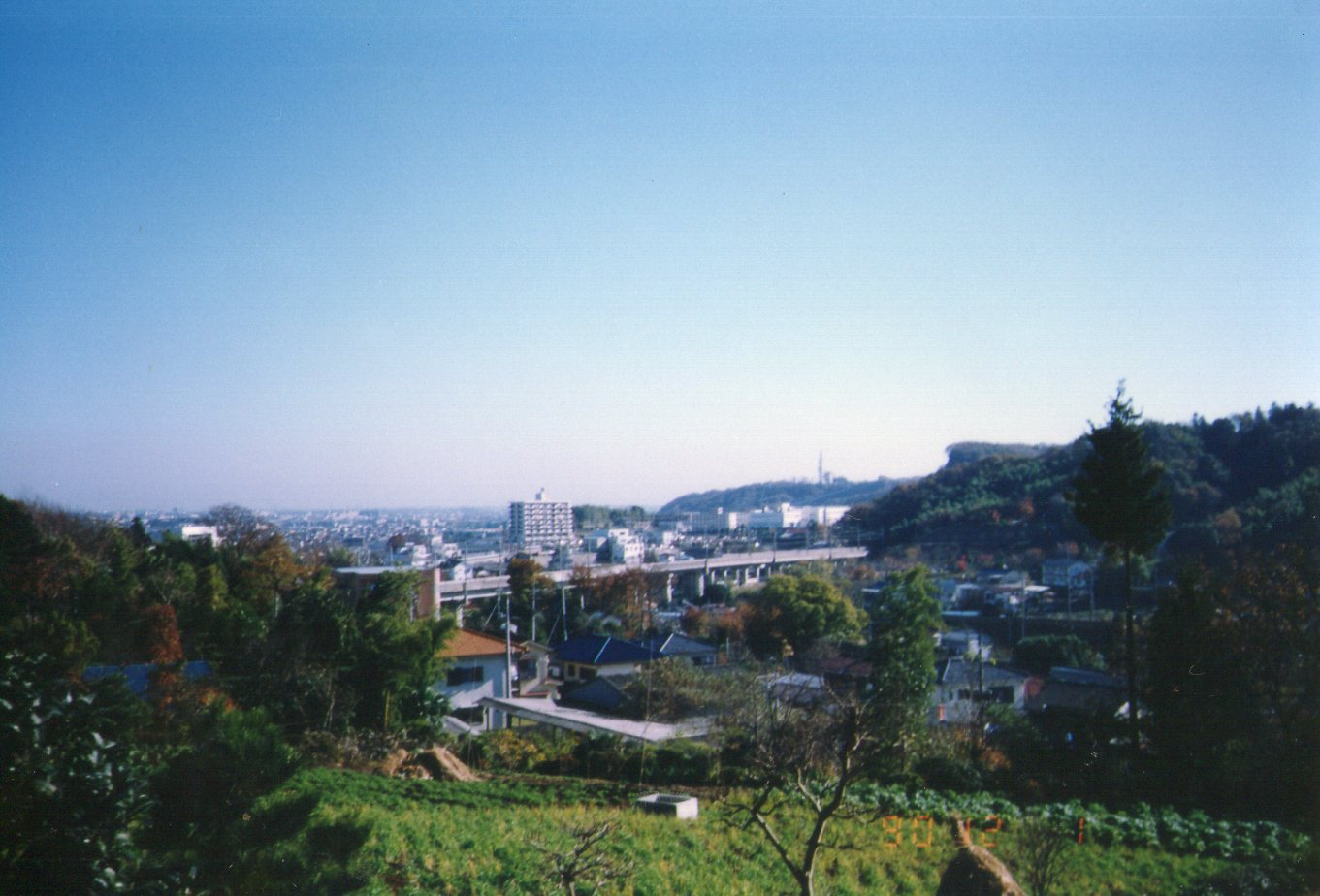
1990年12月、百村から見た稲城駅、よみうりランド方向

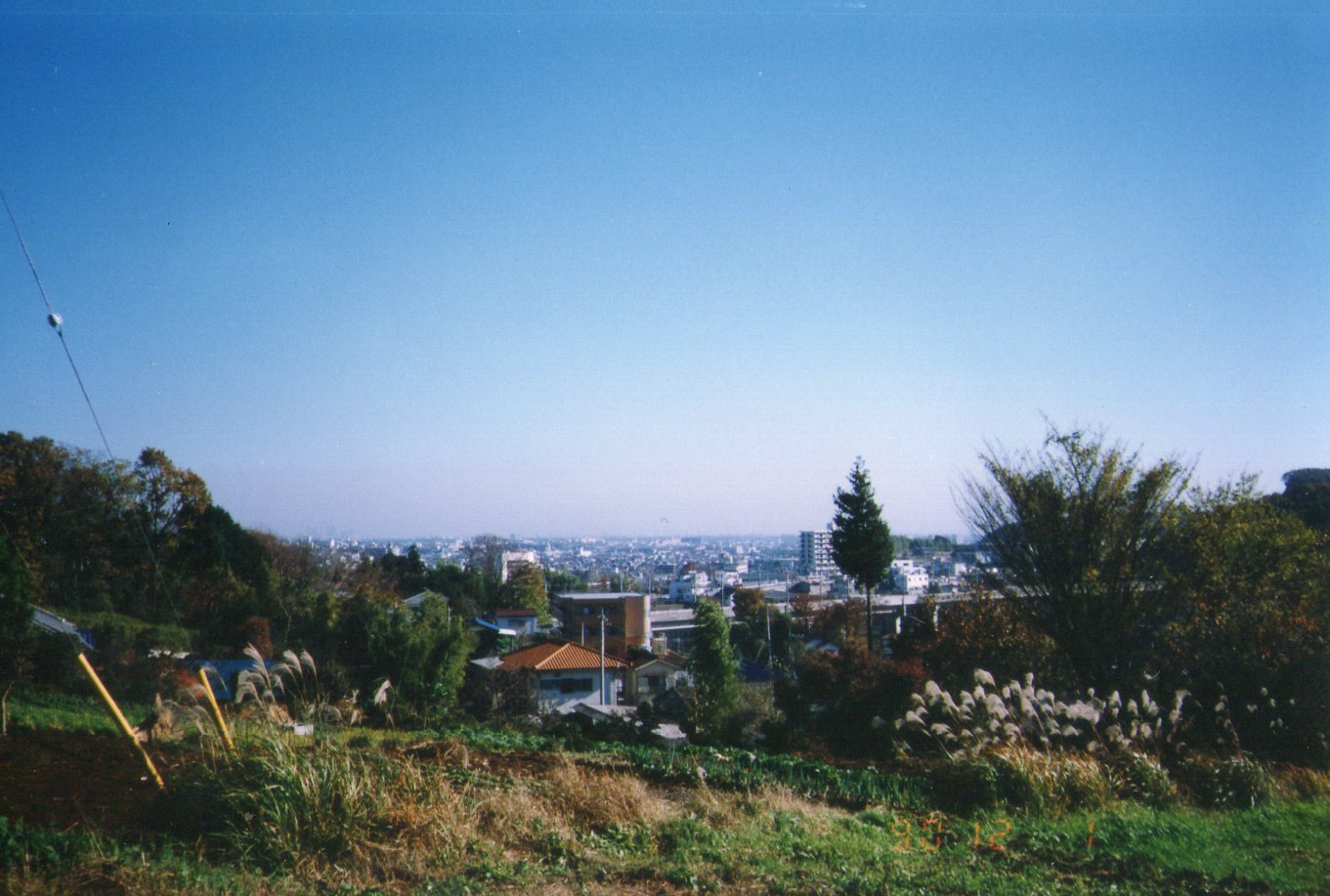
1990年12月、百村から見た稲城駅、よみうりランド方向2

- 矢野口（やのくち）

一部が神奈川県川崎市多摩区菅仙谷への飛び地となっている。
- 押立（おしたて）
- 東長沼（ひがしながぬま）

近世には長沼村と呼ばれていた。明治になって南多摩郡が設置された時、郡内にもう一つ、現在の八王子市長沼町も「長沼」という地名だったため、東にある長沼ということで東長沼と改称された。
- 大丸（おおまる）
- 百村（もむら）

#### 西部

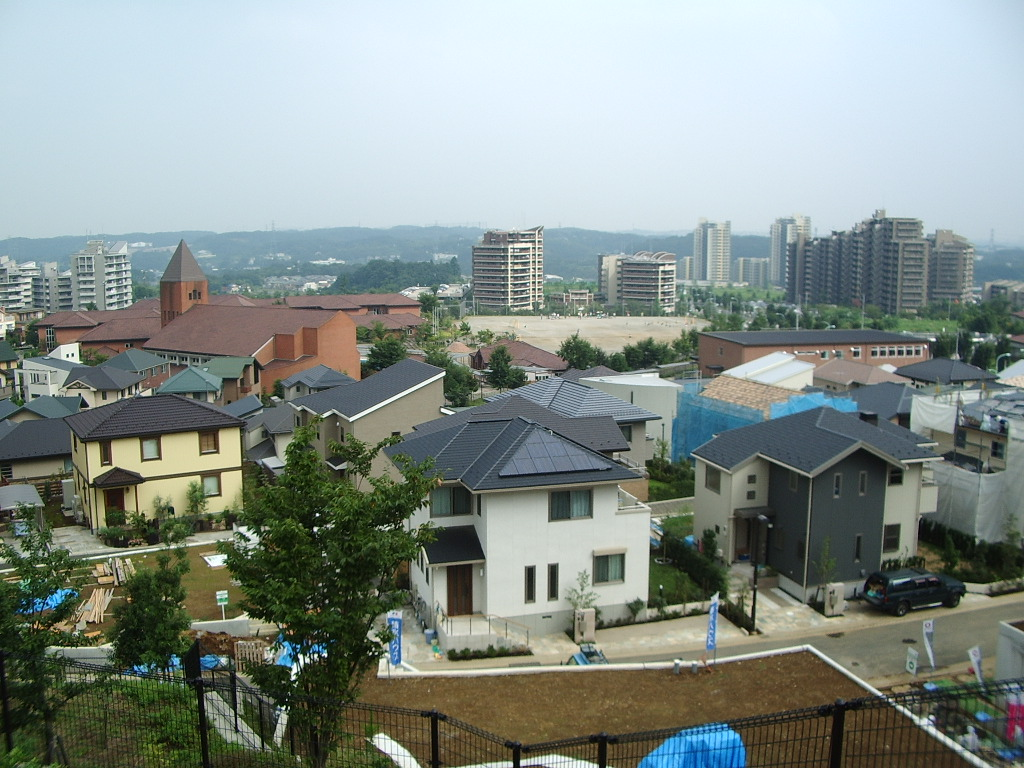
若葉台の街並み

多摩ニュータウンの東端となる地域である。向陽台は最も早く開発された地域で、駅からの距離は若干遠いものの、中央図書館、市立病院、中央公園などの主要インフラが隣接しており、戸建てと集合住宅の高低差を意識した街造りが評価されて1995年度に都市景観100選大賞を受賞している。長峰は向陽台と若葉台の間の地域である。若葉台は近年急速に開発が進んだ地域で、大型マンションやショッピングセンターが次々に建設されており、ファミリー層が増加している。若葉台は稲城市の中でも独特の土地で、黒川はるひ野や多摩市聖ヶ丘・永山など、市外との結びつきが強い。
- 向陽台（こうようだい）
- 長峰（ながみね）
- 若葉台（わかばだい）

#### 南部
坂浜は三沢川沿いの狭隘な地域であるが、比較的古くから人間が住んだ地域であり、稲城市郷土資料室にはこの地域の江戸時代の様子を復元した大型の立体模型が展示されている。三沢川に流れ込む支流が形成した数多くの谷戸で農業が営まれているが、若葉台側の谷戸は急速な宅地化が進んでいる。南側の斜面には駒沢女子大がある。平尾は坂浜から南に高勝寺坂・天神坂を越えた地域で、川崎市麻生区、特に新百合ヶ丘との結びつきが強い。なお平尾には都内で唯一の「十三塚」である平尾十三塚や、平尾入定塚、平尾原経塚などの信仰系遺跡が残っている。
- 坂浜（さかはま）
- 平尾（ひらお）

### 隣接している自治体・行政区
- 東 - 川崎市多摩区
- 北 - 調布市、府中市
- 西 - 多摩市
- 南 - 川崎市麻生区

## 歴史

### 旧石器時代
現在稲城市がある地域は比較的古くから人間が住んだ土地であり、旧石器時代の遺跡も多数確認されている。それらの多くは、数点の石器が出土しただけの小規模な遺跡で、約2万年前から1万3千年前のものと考えられている。出土した遺物のほとんどすべてが尖頭器（せんとうき）、細石器（さいせっき）、ナイフ形石器などの石器である。当時の人々はこれらの石器を使い、オオツノジカ、野牛、ナウマン象などの大型獣を追って、丘陵のなかを移動しながら狩猟活動を中心とした生活をしていたと考えられる。

### 縄文時代
市内最大の縄文遺跡は多摩ニュータウンNo.471・473遺跡（現在の稲城第4公園付近）で、縄文中期の住居跡が数十箇所発見されている。しかし縄文後期に入ると気候の寒冷化や富士山の噴火による降灰によって、市域は縄文人の生活に適さない地域になったと考えられており、この時期以降の遺跡の数は激減している。

### 弥生時代
弥生時代の遺跡は少なく、集落遺跡は平尾台原遺跡のみである。この遺跡では、弥生時代中期と後期、そして後期末から古墳時代前期にかけて三度にわたり集落がつくられ、住居跡22軒、方形周溝墓5基が発見された。この地に最初に米づくりを伝えた弥生時代人は、平尾台原の地を拠点として集落をつくり、活動していたと見られる。

### 奈良時代

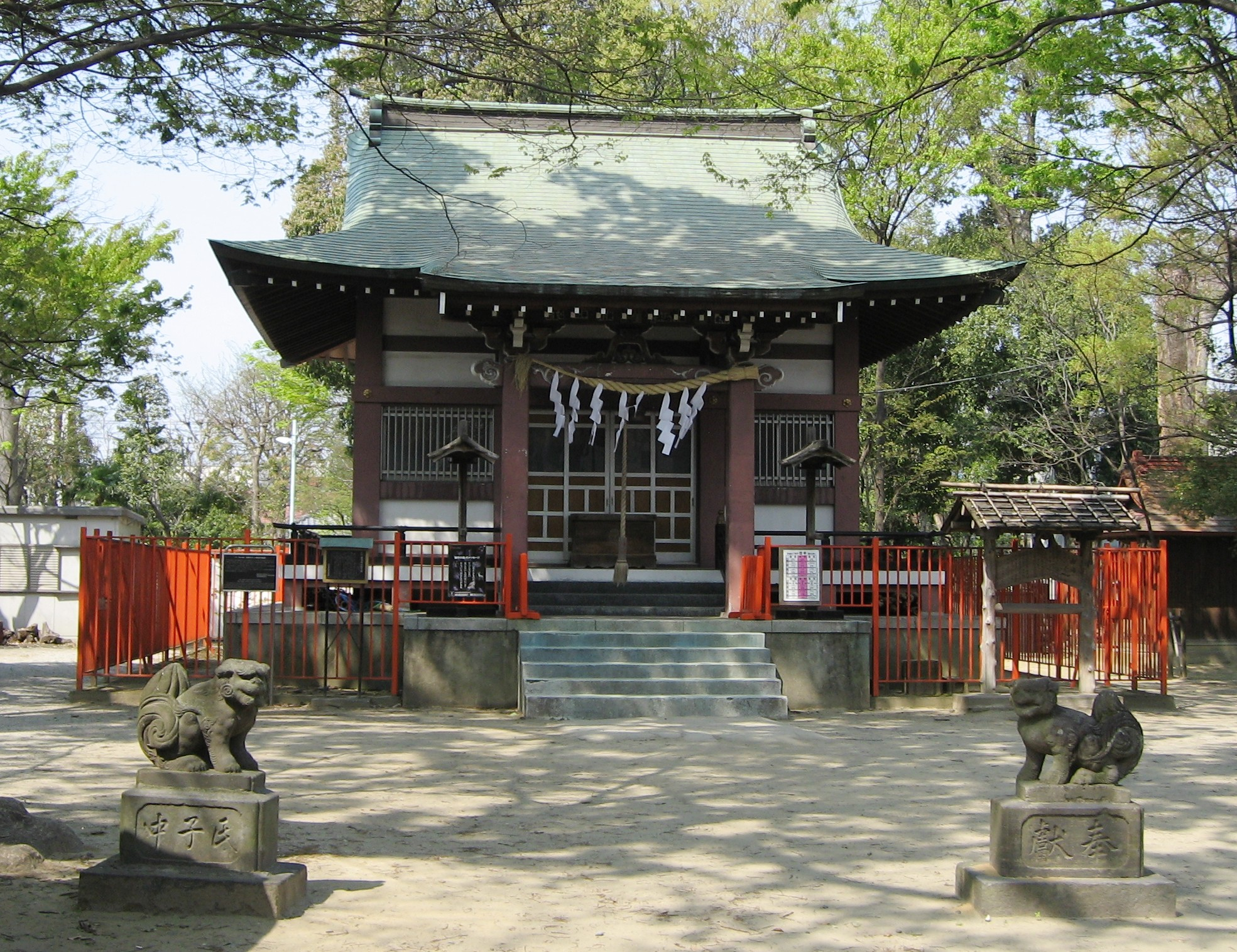
青渭神社（稲城市東長沼）

奈良時代には現在の中央図書館の東側、日帰り温泉施設がある一帯に窯が築かれ、瓦谷戸窯跡や多摩ニュータウンNo.513遺跡（大丸遺跡）で須恵器や武蔵国府・武蔵国分寺の瓦を焼いていたことが判っている。また市内には式内古社あるいは式内古社論社が三つ存在しており（青渭神社、大麻止乃豆乃天神社および穴澤天神社）、古墳時代以降に再びこの地域に一定規模の集落が存在したことをうかがわせる。

### 平安時代
平安末期には現在の市域は小沢郷に含まれ、武蔵七党のうち秩父党に属する小山田氏の支配となった。小山田氏は官牧の小山田牧が私有化された小山田荘（現在の町田市）を所有した豪族であるが、後に稲毛氏と名乗り、鎌倉幕府の有力御家人となる。

### 鎌倉時代
稲毛氏は鎌倉時代も引き続き武蔵国小沢郷（現在の大丸から矢野口）を所有した。しかし北条時政が執権の時、稲毛重成・小沢重政の父子は畠山重忠とともに滅ぼされている。その後、小沢郷は、重成の妻が北条政子の妹だった縁で北条氏の支配下に入ったと考えられている。またこのころ、大丸遺跡には砦（大丸城）が築かれていた。14世紀には現在の坂浜地区に高勝寺が創建されているが、この寺に所蔵されている聖観音像（もとは同じ坂浜の妙福廃寺のもの）は12世紀半ばの制作と推定されている。また東長沼の常楽寺は寺伝では行基の開基とされているが、少なくとも本尊の阿弥陀如来像は12世紀前半まで遡るものと考えられている。

### 南北朝時代
南北朝期には市域も足利尊氏と足利直義の戦闘の舞台となり、穴澤天神社の南にある小沢城が尊氏側の部隊によって焼き払われている。この時期の小沢郷は摂津親秀を当主とする摂津氏が所有していたが、親秀の孫の満親は小沢郷を京都の南禅寺に寄進してしまう。その後の小沢郷の消息は文献上はしばらくたどれない。

### 戦国時代
次に小沢郷が文献に登場するのは戦国時代である。小沢城は世田谷城などとともに、後北条氏の支配下にあり、1530年（享禄3年）には上杉朝興の部隊に攻め落とされるなど、最前線の軍事拠点となっていたことがわかる。後北条氏の家臣団で小沢郷を与えられていたのは垪和氏である。北条氏照が八王子城で戦死し後北条氏が滅亡すると、氏照に従っていた市域の武士たちは帰農したり、あるいは徳川家に仕えて旗本となったと考えられている。例えば坂浜に在住した冨永家は後北条氏に仕えた後、徳川家の旗本になったとされている。
なおこの時代の平尾地区では、天文5年8月15日（1536年8月31日）に長信という僧侶が塚を造って内部に籠り入定を遂げたことが解っている（平尾入定塚）。

### 江戸時代
江戸期には大丸村、長沼村、押立村、矢野口村、百村、坂浜村、平尾村の6つの村落が点在していたことが、弘化2年（1845年）に制作された『調布玉川惣画図』などから確認出来る。これらの村は現在では「稲城市域六ケ村」と呼ばれている。ただし、この時代までは稲城という地名も存在せず、また現在の稲城市域に地域としての一体性も存在していなかった。
なお、それぞれの村の支配体制であるが、大丸と長沼は旗本の朝倉氏、百村は同じく坪内氏。矢野口は加藤氏と中根氏が支配した後、18世紀半ばに幕府直轄領となる。平尾も18世紀半ばまで黒沢氏で、その後は幕府直轄領。坂浜は天野氏。ただし新田は全て幕府直轄領だった。
この時代の平尾地区では、宝永5年（1708年）に経塚が築造されている（平尾原経塚）。同地区内にある十三塚（平尾十三塚）は築造年代不明である。

### 明治時代・稲城村の誕生
この地域が地域としての一体性を持ったのは稲城村の成立をもって嚆矢とする。稲城という地名も稲城村の成立時に考案されたものである。その由来ははっきりしない。最も有力な説によれば、稲城村の母体となった東長沼外五か村連合の戸長であり、後に初代の村長となった森清之助が、域内で私塾「奚疑塾」を主宰していた漢学者窪全亮に諮問した結果であるという。この地域が中世に稲毛氏の所領だったことや、かつては良質の米を産したこと、域内にいくつもの山城跡が存在することなどから、「いなげ」に通じる名前として「稲城」が考案されたのではないかと推測されている。

### 市制施行まで
- 1889年（明治22年）4月1日 - 矢野口・東長沼・大丸・百村・平尾・坂浜の各村が合併し、神奈川県南多摩郡稲城村の成立（町村制の施行）。人口3,750人、戸数593戸。
- 1893年（明治26年）4月1日 - 東京府南多摩郡稲城村（三多摩の東京府移管）。
- 1943年（昭和18年）7月1日 - 東京都制施行。
- 1949年（昭和24年）9月1日 - 北多摩郡多磨村（現府中市）から押立・常久の一部（多摩川右岸部出作地）を編入[4]。
- 1957年（昭和32年）4月1日 - 町制施行。東京都南多摩郡稲城町[5]となる。
- 1967年（昭和42年）10月14日 - 現在の市章となる町章を制定する[6][7]。
- 1971年（昭和46年）11月1日 - 市制施行。東京都稲城市[8]となる。なお、隣接している南多摩郡多摩町も同時に市制施行したため、南多摩郡は消滅した。

### 市制施行後
- 1973年（昭和48年）11月1日 - 市の木・市の花を制定する。
- 1981年（昭和56年）11月1日 - 市民憲章を制定する[9]。
- 1988年（昭和63年）4月1日 - 防災行政無線運用開始。
- 1991年（平成3年）3月7日 - 平和都市を宣言する[9]。
- 2021年（令和3年）11月1日 - 「稲城市歌」を制定。

### 多摩ニュータウン開発

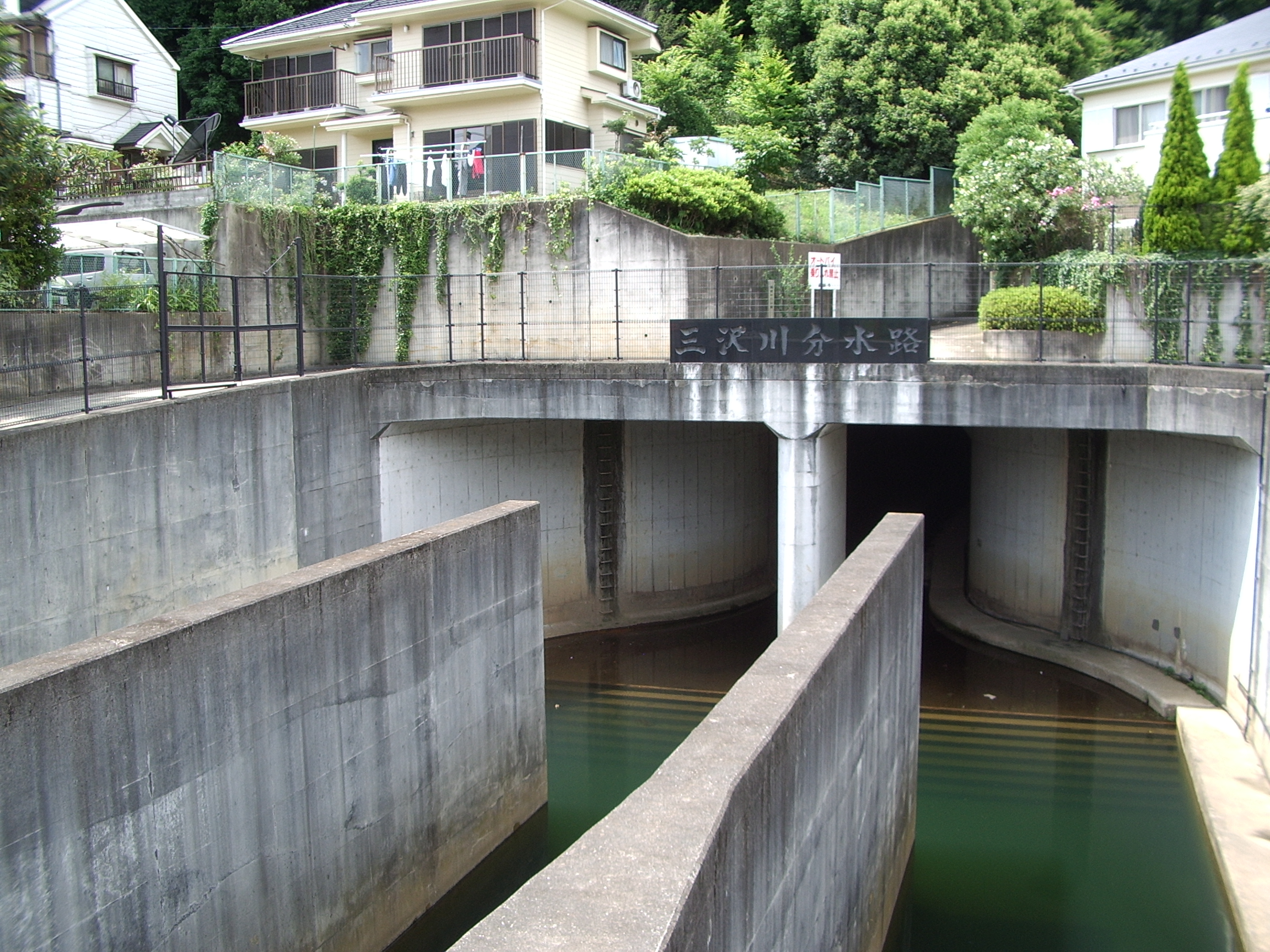
三沢川分水路入り口（稲城市坂浜）

もともと稲城は多摩ニュータウン計画の範囲外であり、1956年施行の首都圏整備法では、稲城村域はグリーンベルトとして農村を残す予定だった。しかし稲城村議会は、開発から取り残されることを懸念して全会一致でこの構想への反対を決議。1965年の同法改正でグリーンベルト構想は撤回され、稲城村域も多摩ニュータウン計画に組み込まれたという経緯がある。

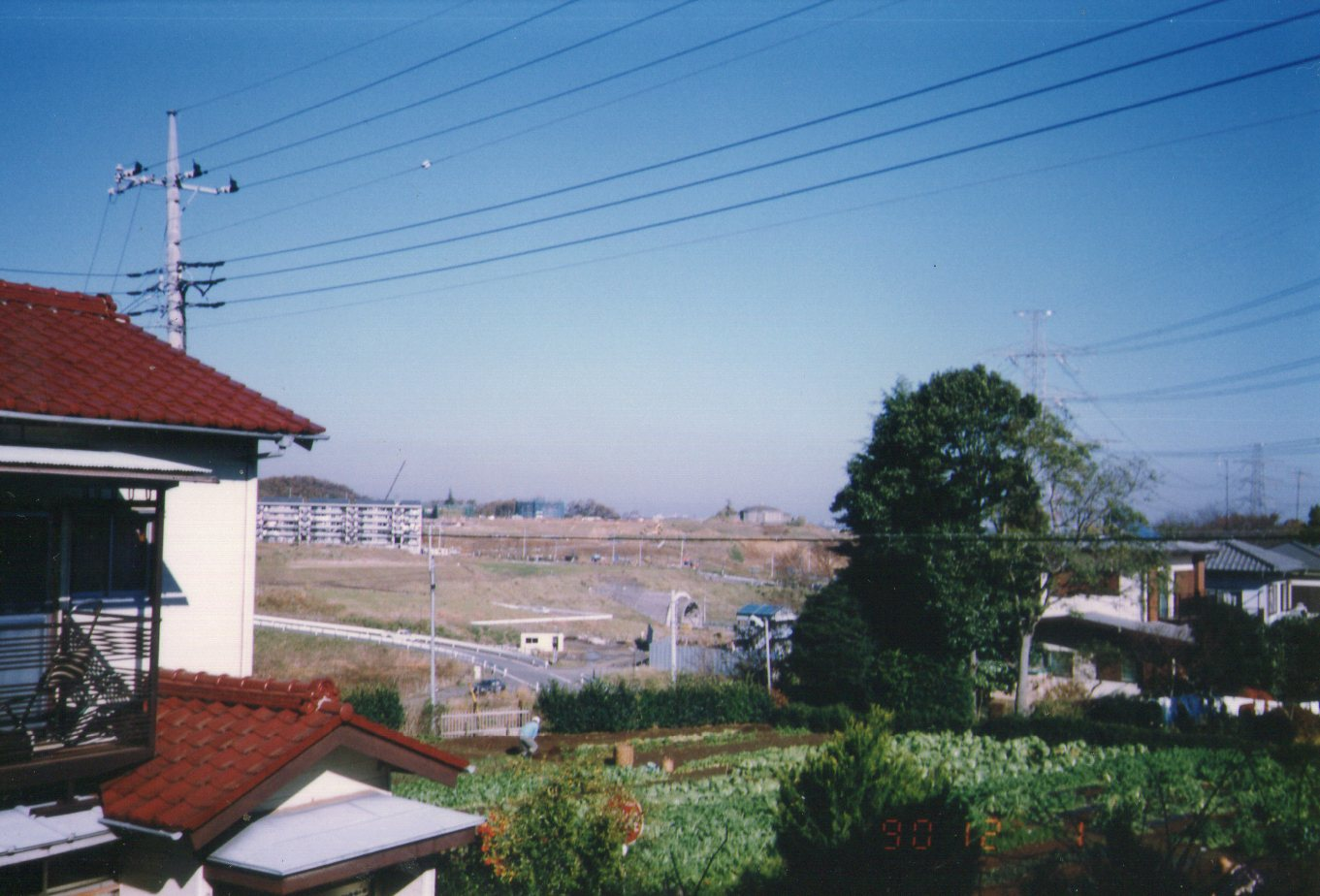
1990年12月、尾根幹線道路完成前の向陽台近辺

1971年に建設大臣の事業承認が下りたものの、稲城市域の多摩ニュータウン開発は、用地買収の難航とニュータウン区域の雨水排水問題のために遅々として進捗しなくなる。前者は用地転売益を狙った民間企業が土地を買い漁ろうとしたために、市域の地価が吊り上がったという経緯がある。後者は、ニュータウン区域の雨水を三沢川に排出する場合には三沢川の大規模改修が必須となるものの、三沢川は上流域と下流域が神奈川県川崎市であり、川崎市が三沢川改修費用負担を拒否したこと、三沢川周辺は宅地化が進んでおり、立ち退き費用が巨額に上ることから、事業費用が膨らむことが問題となった。
結局、雨水排水の問題は三沢川中流域からトンネルを掘削して多摩川に直接、ニュータウン区域の雨水を落とす「三沢川分水路」のアイデアが生まれるまで、解決不能の難題となった。なお三沢川分水路は1986年に完成しており、向陽台地区は1987年に分譲開始となる。

#### 開発遅滞のメリット
先行する多摩市域に大幅に遅れて開発が進んだことで、稲城市域の多摩ニュータウン開発は、多摩市域の先行事例の教訓を生かすことが可能になった。具体的には1977年に開始された「多摩ニュータウン環境計画」による先行事例の課題調査の結果を踏まえ、以下のような特徴を持つ地区としてデザインされた。
「緑の環」
稲城市は多摩川から米軍多摩サービス補助施設、多摩カントリークラブ、坂浜・平尾地区、読売カントリークラブ、南山（みなみやま）という緑地帯を市域のグランドデザインに設定していた。稲城市域の多摩ニュータウン計画を立案した日本都市総合研究所はこの「緑の環」構想を生かし、城山公園、稲城中央公園、上谷戸公園という大規模な緑地を残したデザインを行った。
生活環境軸
多摩ニュータウンの先行事例は徹底的な歩車分離デザインを採用していた。これは結果的に住民の住みやすさを減じ、ロードサイド店の普及とともに住民流出を招いてしまった。この反省を踏まえ、稲城市域では自家用車の利用にもある程度配慮したデザインが行われた。
カルチャーパス
同じく先行事例では小中学校が町はずれに立地しており、日常生活から分離してしまっているという反省があった。これを踏まえ、稲城市域では街区の中央に小学校や中学校を置き、周囲に歩行者専用道路を張り巡らせるというデザインを採用した。また向陽台地区では、集合住宅のうち、通り沿いの1階部分に店舗用の空間を持つ物件を設定したプラスワン住宅も建設されたが、こちらは目論みが外れ、店舗に活用される事例は全く見られない。

## 人口
| |                                        |  |
| 稲城市と全国の年齢別人口分布（2005年） | 稲城市の年齢・男女別人口分布（2005年） |  |
| ■紫色 ― 稲城市 ■緑色 ― 日本全国 | ■青色 ― 男性 ■赤色 ― 女性              |  |
| 稲城市（に相当する地域）の人口の推移 \| 1970年（昭和45年） \| 30,817人 \| \| \| 1975年（昭和50年） \| 43,924人 \| \| \| 1980年（昭和55年） \| 48,154人 \| \| \| 1985年（昭和60年） \| 50,766人 \| \| \| 1990年（平成2年） \| 58,635人 \| \| \| 1995年（平成7年） \| 62,806人 \| \| \| 2000年（平成12年） \| 69,235人 \| \| \| 2005年（平成17年） \| 76,492人 \| \| \| 2010年（平成22年） \| 84,835人 \| \| \| 2015年（平成27年） \| 87,636人 \| \| \| 2020年（令和2年） \| 93,151人 \| \| |                                        |  |
| 総務省統計局 国勢調査より |                                        |  |
| 1970年（昭和45年） | 30,817人                               |  |
| 1975年（昭和50年） | 43,924人                               |  |
| 1980年（昭和55年） | 48,154人                               |  |
| 1985年（昭和60年） | 50,766人                               |  |
| 1990年（平成2年） | 58,635人                               |  |
| 1995年（平成7年） | 62,806人                               |  |
| 2000年（平成12年） | 69,235人                               |  |
| 2005年（平成17年） | 76,492人                               |  |
| 2010年（平成22年） | 84,835人                               |  |
| 2015年（平成27年） | 87,636人                               |  |
| 2020年（令和2年） | 93,151人                               |  |

- 世帯数 ： 33,520世帯（2007年10月1日）
- 外国人登録者数 ： 1,033人（2007年10月1日）

### 昼夜間人口
2005年に夜間人口（居住者）は76,394人である。市外からの通勤者と通学生および居住者のうちの市内に昼間残留する人口の合計である昼間人口は58,913人で、夜に比べて昼の人口は1万6千人強ほど減る。この昼間人口/夜間人口比0.771は、東京都区市部では狛江市についで低い数字である。
通勤者・通学者で見ると市内から市外へ出る通勤者26,528人、市外から市内へ入る通勤者は11,046人と通勤者では市外へ出る通勤者のほうが多く、学生でも市内から市外に出る通学生は4,063人、市外から市内へ入る通学生は2,064人と学生でも昼は市外へ流出する人数のほうが多い。

## 地域

### 町名
稲城市では、住居表示に関する法律に基づく住居表示は実施されていない（多摩ニュータウン地区などの一部の区域では、町界町名地番整理が実施されている）。
| 町名         | 町区域新設年月日 | 住居表示実施年月日 | 住居表示実施前の町名等 | 備考 |
| ------------ | ---------------- | ------------------ | ---------------------- | ---- |
| 矢野口       | 1889年4月1日     | 未実施             |                        |      |
| 東長沼       | 1889年4月1日     | 未実施             |                        |      |
| 大丸         | 1889年4月1日     | 未実施             |                        |      |
| 百村         | 1889年4月1日     | 未実施             |                        |      |
| 坂浜         | 1889年4月1日     | 未実施             |                        |      |
| 平尾         | 1889年4月1日     | 未実施             |                        |      |
| 平尾一丁目   | 1990年           | 未実施             |                        |      |
| 平尾二丁目   | 1990年           | 未実施             |                        |      |
| 平尾三丁目   | 1990年           | 未実施             |                        |      |
| 押立         | 1889年4月1日     | 未実施             |                        |      |
| 向陽台一丁目 | 1988年3月        | 未実施             |                        |      |
| 向陽台二丁目 | 1988年3月        | 未実施             |                        |      |
| 向陽台三丁目 | 1988年3月        | 未実施             |                        |      |
| 向陽台四丁目 | 1988年3月        | 未実施             |                        |      |
| 向陽台五丁目 | 1988年3月        | 未実施             |                        |      |
| 向陽台六丁目 | 1988年3月        | 未実施             |                        |      |
| 長峰一丁目   | 1994年3月        | 未実施             |                        |      |
| 長峰二丁目   | 1994年3月        | 未実施             |                        |      |
| 長峰三丁目   | 1994年3月        | 未実施             |                        |      |
| 若葉台一丁目 | 1999年3月        | 未実施             |                        |      |
| 若葉台二丁目 | 1999年3月        | 未実施             |                        |      |
| 若葉台三丁目 | 1999年3月        | 未実施             |                        |      |
| 若葉台四丁目 | 1999年3月        | 未実施             |                        |      |

1. 1 2 3 4 5 6 7 8 9 10 11 12 13 14 15 16  町界町名地番整理実施区域

### 住宅団地
- 平尾住宅

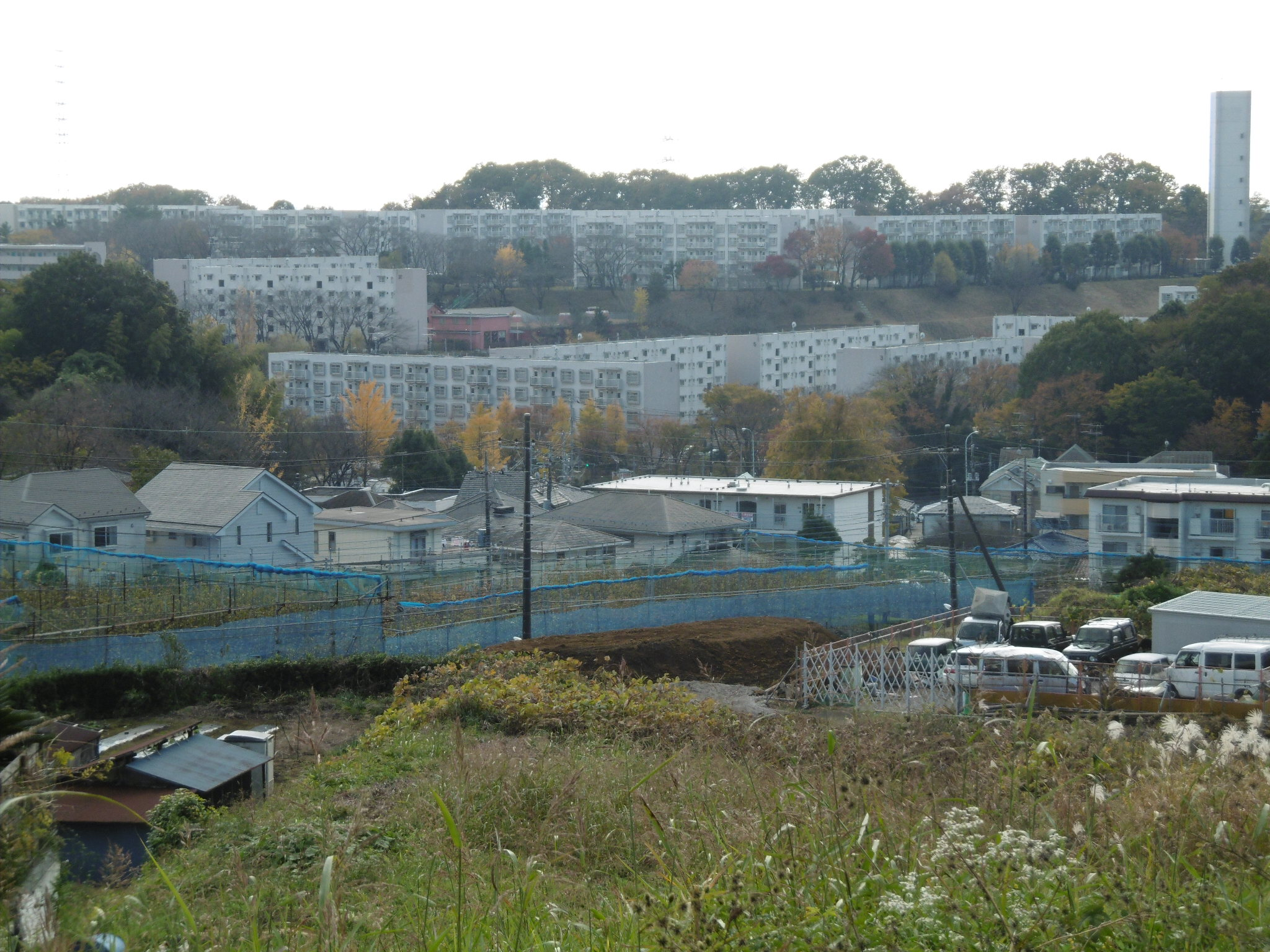
平尾団地

- 東京都住宅供給公社平尾団地 - 1971年： 多摩都市計画事業（一団地の住宅施設）
- 稲城団地
- リベレ向陽台（旧住宅・都市整備公団）キャラクタープラン、1988年
- 都営向陽台6丁目団地（東京都建築局）円型、高齢者対応、1992年

## 行政

### 歴代首長
| 稲城村長     | 稲城村長      | 稲城村長       | 稲城村長                           | 稲城村長 |
| 氏名         | 就任年        | 退任年         | 備考                               |          |
| ------------ | ------------- | -------------- | ---------------------------------- | -------- |
| 森清之助     | 1889年6月     | 1890年1月      | 稲城初代村長。森円蔵の父。         |          |
| 原田所左衛門 | 1890年3月     | 1897年1月      |                                    |          |
| 芦川貫一郎   | 1897年2月     | 1897年10月     | 病気の為、退任。                   |          |
| 長坂伊三郎   | 1897年11月    | 1901年5月      |                                    |          |
| 森清之助     | 1901年6月     | 1903年2月      | 2度目                              |          |
| 原田所左衛門 | 1903年4月     | 1915年11月     | 2度目、在任中に死去                |          |
| 森円蔵       | 1916年1月     | 1923年8月      | 東京府会議員になった。森一郎の父。 |          |
| 榎本儀兵衛   | 1924年2月     | 1935年10月     | 在任中に死去                       |          |
| 井西桑吉     | 1935年12月    | 1939年4月      |                                    |          |
| 冨永置三     | 1939年4月     | 1943年4月      |                                    |          |
| 石田益義     | 1943年5月     | 1945年5月      |                                    |          |
| 森一郎       | 1945年7月     | 1946年11月     | 公職追放令により村長を辞める。     |          |
| 石井平作     | 1947年4月     | 1951年4月      |                                    |          |
| 森一郎       | 1951年4月     | 1957年3月      | 2度目                              |          |
| 稲城町長     |               |                |                                    |          |
| 氏名         | 就任年        | 退任年         | 備考                               |          |
| 森一郎       | 1957年4月     | 1963年4月      | 初代稲城町長。森直兄の父。         |          |
| 高橋昌太郎   | 1963年5月     | 1971年4月      |                                    |          |
| 森直兄       | 1971年5月1日  | 1971年10月31日 |                                    |          |
| 稲城市長     |               |                |                                    |          |
| 氏名         | 就任年        | 退任年         | 備考                               |          |
| 森直兄       | 1971年11月1日 | 1987年4月16日  | 初代稲城市長。在任中に死去         |          |
| 山田元       | 1987年4月26日 | 1991年4月25日  |                                    |          |
| 石川良一     | 1991年4月26日 | 2011年4月26日  |                                    |          |
| 高橋勝浩     | 2011年4月27日 | 現職           |                                    |          |

### 市長
- 髙橋勝浩（たかはしかつひろ）
  - 2011年4月27日就任（任期：2027年4月26日 4期目）

### 職員
2018年4月1日現在、市の職員数は875人。

### 財政
- 当初予算規模（2019年度）

356.94億円（一般会計）
154.92億円（特別会計）

## 議会

### 東京都議会
2025年東京都議会議員選挙
- 選挙区：南多摩選挙区（多摩市、稲城市）
- 定数：2人
- 任期：2025年7月23日 - 2029年7月22日
- 投票日：2025年6月22日
- 当日有権者数：199,666人
- 投票率：49.42％

| 候補者名 | 当落 | 年齢 | 所属党派           | 新旧別 | 得票数   |
| -------- | ---- | ---- | ------------------ | ------ | -------- |
| 遠藤千尋 | 当   | 49   | 都民ファーストの会 | 現     | 30,959票 |
| 岩佐行浩 | 当   | 43   | 無所属             | 新     | 26,129票 |
| 小礒明   | 落   | 73   | 自由民主党         | 現     | 16,705票 |
| 藤原正範 | 落   | 66   | 無所属             | 新     | 13,398票 |
| 渡辺純平 | 落   | 40   | 再生の道           | 新     | 10,026票 |

2024年東京都議会議員補欠選挙
- 選挙区：南多摩選挙区（多摩市、稲城市）
- 定数：1人
- 投票日：2024年7月7日
- 当日有権者数：200,400人
- 投票率：61.22％

| 候補者名 | 当落 | 年齢 | 所属党派           | 新旧別 | 得票数   |
| -------- | ---- | ---- | ------------------ | ------ | -------- |
| 遠藤千尋 | 当   | 48   | 都民ファーストの会 | 新     | 48,018票 |
| 岩永久佳 | 落   | 47   | 立憲民主党         | 新     | 44,748票 |

2021年東京都議会議員選挙
- 選挙区：南多摩選挙区（多摩市、稲城市）
- 定数：2人
- 投票日：2021年7月4日
- 当日有権者数：198,888人
- 投票率：43.96％

| 候補者名   | 当落 | 年齢 | 所属党派           | 新旧別 | 得票数   | 備考                |
| ---------- | ---- | ---- | ------------------ | ------ | -------- | ------------------- |
| 石川良一   | 当   | 69   | 都民ファーストの会 | 現     | 29,233票 | 2024年6月16日に死去 |
| 小礒明     | 当   | 69   | 自由民主党         | 元     | 24,823票 |                     |
| 斉藤礼伊奈 | 落   | 42   | 立憲民主党         | 現     | 20,753票 |                     |
| 上杉直     | 落   | 41   | 日本共産党         | 新     | 11,333票 |                     |

2017年東京都議会議員選挙
- 選挙区：南多摩選挙区（多摩市、稲城市）
- 定数：2人
- 投票日：2017年7月2日
- 当日有権者数：195,071人
- 投票率：54.20％

| 候補者名   | 当落 | 年齢 | 所属党派           | 新旧別 | 得票数   |
| ---------- | ---- | ---- | ------------------ | ------ | -------- |
| 斉藤礼伊奈 | 当   | 38   | 都民ファーストの会 | 新     | 32,525票 |
| 石川良一   | 当   | 65   | 都民ファーストの会 | 現     | 29,269票 |
| 小礒明     | 落   | 65   | 自由民主党         | 現     | 23,162票 |
| 菅原重美   | 落   | 68   | 日本共産党         | 新     | 16,538票 |
| 土居範洋   | 落   | 35   | 無所属             | 新     | 2,946票  |

### 衆議院
- 選挙区：東京30区 （府中市、多摩市、稲城市）
- 任期：2024年10月27日 - 2028年10月26日
- 投票日：2024年10月27日
- 当日有権者数：419,060人
- 投票率：57.63％

| 当落 | 候補者名   | 年齢 | 所属党派         | 新旧別 | 得票数   | 重複 |
| ---- | ---------- | ---- | ---------------- | ------ | -------- | ---- |
| 当   | 五十嵐衣里 | 40   | 立憲民主党       | 新     | 98,146票 | ○    |
| 比当 | 長島昭久   | 62   | 自由民主党       | 前     | 91,798票 | ○    |
|      | 早川寛     | 44   | 日本共産党       | 新     | 19,061票 |      |
|      | 武田祐一郎 | 38   | 参政党           | 新     | 17,013票 |      |
|      | 三井健     | 61   | みんなでつくる党 | 新     | 7,815票  |      |

## 公共機関

### 役所・出張所
| 施設名       | 画像 | 備考 |
| ------------ | ---- | ---- |
| 稲城市役所   |      |      |
| 平尾出張所   |      |      |
| 若葉台出張所 |      |      |

### 警察
- 多摩市にある多摩中央警察署が両市を管轄する。稲城市では、市民の安全と事務手続きの利便性向上を図るため、大型交番の誘致に取り組んでいる。既に145坪の用地を確保している[13]。ただし、計画は具体化していない。

| 施設名         | 備考 |
| -------------- | ---- |
| 矢野口交番     |      |
| 大丸交番       |      |
| 平尾交番       |      |
| 若葉台駅前交番 |      |
| 東長沼駐在所   |      |
| 百村駐在所     |      |
| 坂浜駐在所     |      |
| 向陽台駐在所   |      |
| 長峰駐在所     |      |

### 消防
当市は単独で消防本部を持っている。島嶼部を除く都内の他の市町村は東京消防庁へ消防業務を委託しているため、島嶼部以外では都内唯一の市町村消防組織である。
- 稲城市消防本部
  - 稲城消防署 - 消防本部と同じ建屋にある。

### 医療
- 稲城市立病院
- 稲城市立病院附属坂浜診療所

### 福祉
- 稲城市介護支援ボランティア制度
  - 2007年9月に、全国で初めて「介護支援ボランティア制度」を導入した[14]。考案者は稲城市高齢福祉課長である。同制度は現在、多くの自治体で採用されている。

### ゴミ処理

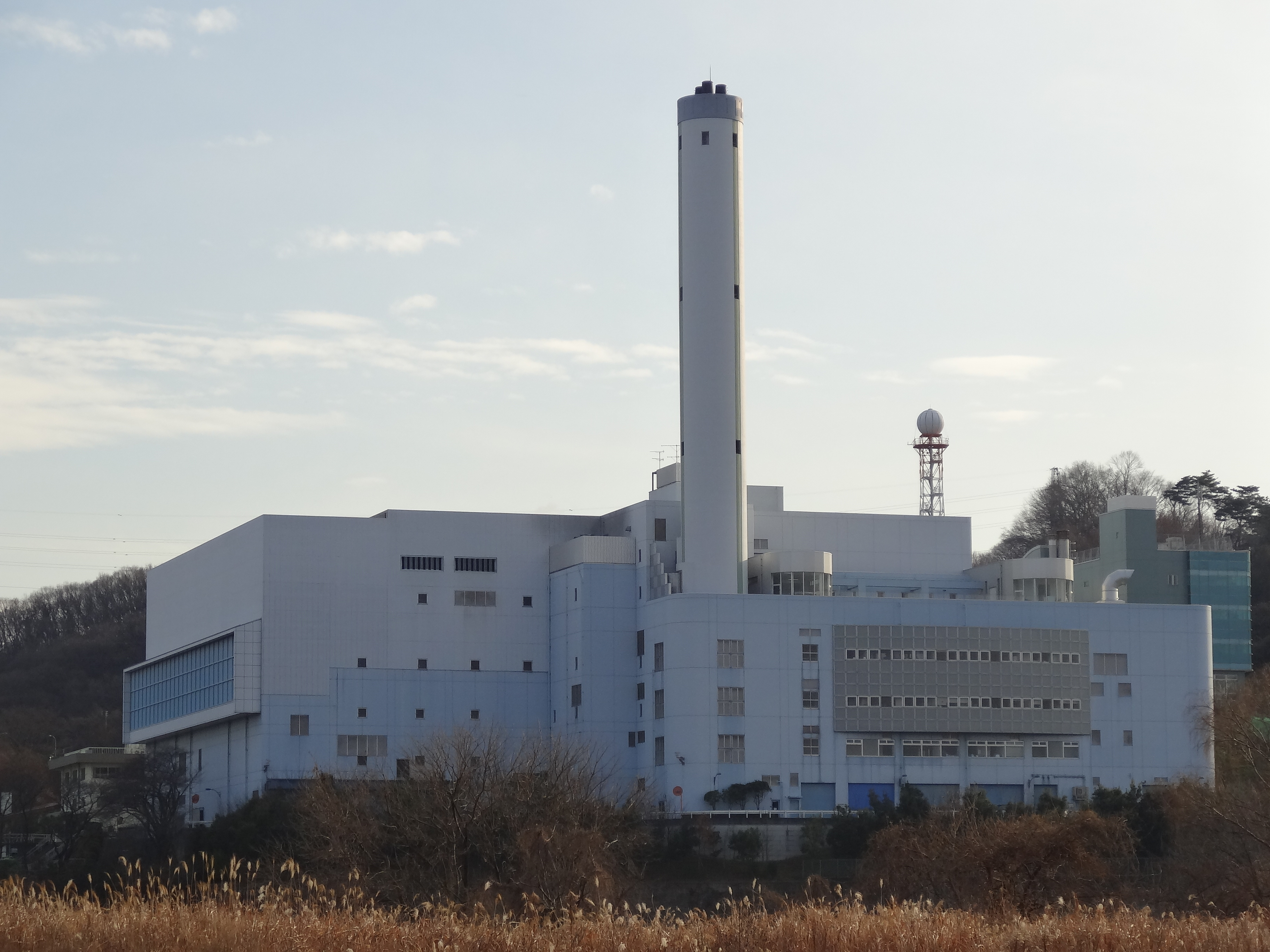
クリーンセンター多摩川

大丸の多摩川沿いに処理施設「クリーンセンター多摩川」がある。この施設は多摩地域の他市と構成する「多摩川衛生組合」が運営している。組合は長らく稲城市、多摩市、狛江市の3市で構成されていたが、1990年代に多摩市が脱退、府中市と国立市が加入し、現在は4市で構成されている。
最終処分場として日の出町の「二ツ塚廃棄物広域処分場」を利用している。この施設は多摩地域の多くの市で構成される「東京たま広域資源循環組合」が運営している。
2004年10月よりゴミ収集が有料となった。黄色の袋が燃えるごみ、ピンクのゴミ袋が燃えないごみ。

### 広域行政
- 東京都三市収益事業組合 - 多摩、稲城、あきる野の3市で江戸川競艇を開催している。

## 経済

### 産業

#### 農業
もともと農業を中心とした地域である。かつては市名にもなったように水稲栽培が盛んだったが、現在は水田の大半が宅地化されている。現在の農業の中心は野菜類やナシ、ブドウなどの果物類である。特にナシは多摩川梨として名産地の一つである。市名を冠した品種「稲城」はかなり大玉で甘味が強い品種だが、ほとんどが直売で販売されているため一般市場に出回ることはほぼない。

#### 工業等
南多摩駅周辺には工場・倉庫が集中している。

#### サービス業
市南東部の丘陵にはよみうりランドやよみうりカントリークラブ等があり、レジャーゾーンとなっている。特にゴルフコースは多く、市域に占めるゴルフコースの割合は日本一である。

### 主な事業所
| よみうりランドとコルグの本社は隣接している |  | よみうりランドとコルグの本社は隣接している |
| よみうりランドとコルグの本社は隣接している |  |                                            |

- よみうりランド（本社）（東証1部 9671）
- 日本フイルコン（本社・東京事業所）（東証1部 5942）
- 富士通フロンテック（本社）（東証2部 6945）
- KSK（本社）（JASDAQ 3242）
- ジェーシー・コムサ（事業本部・多摩工場）（JASDAQ 2876）
- ワイ・デー・ケー（本社）
- サントリー食品工業（本社・多摩川工場）
- コルグ（本社・国内営業部）
- 中西食品（本社・工場）
- スーパーレジン工業（本社研究所・坂浜工場）
- 東京ヴェルディ（本社）

## 姉妹都市・提携都市
- 北海道網走郡大空町（姉妹都市、1991年11月3日締結）[注 1][16]
- アメリカ合衆国カリフォルニア州サンマテオ郡フォスターシティ（姉妹都市、2021年7月27日締結）[17]
- 福島県相馬市（友好都市、2015年8月18日締結）[18]
- 長野県野沢温泉村（友好都市、2015年11月17日締結）[19] - 市立小学校の修学旅行（宿泊体験学習）先として選定されている。

## 教育機関

### 幼稚園
- 青葉幼稚園
- コマクサ幼稚園[20]
- 駒沢女子短期大学付属こまざわ幼稚園
- はなぶさ幼稚園
- 平尾わかば幼稚園
- 矢の口幼稚園
- 梨花幼稚園

### 小学校
- 稲城市立稲城第一小学校
- 稲城市立稲城第二小学校
- 稲城市立稲城第三小学校
- 稲城市立稲城第四小学校
- 稲城市立稲城第六小学校
- 稲城市立稲城第七小学校
- 稲城市立向陽台小学校
- 稲城市立城山小学校
- 稲城市立長峰小学校
- 稲城市立平尾小学校（ 稲城第五小学校と稲城第八小学校が統合）
- 稲城市立若葉台小学校
- 稲城市立南山小学校

### 中学校
- 稲城市立稲城第一中学校
- 稲城市立稲城第二中学校
- 稲城市立稲城第三中学校
- 稲城市立稲城第四中学校
- 稲城市立稲城第五中学校
- 稲城市立稲城第六中学校
- 駒沢学園女子中学校

### 高等学校
- 東京都立若葉総合高等学校 - 2005年に開校。稲城高校と南野高校を引き継ぐ。敷地・設備は稲城高校のものを継承する。
- 駒沢学園女子高等学校

閉校した都立校
- 東京都立稲城高等学校 - 2004年3月に閉校。

### 大学・短期大学
- 駒沢女子大学
- 駒沢女子短期大学

### 専門学校
- 東京南看護専門学校

## 社会教育

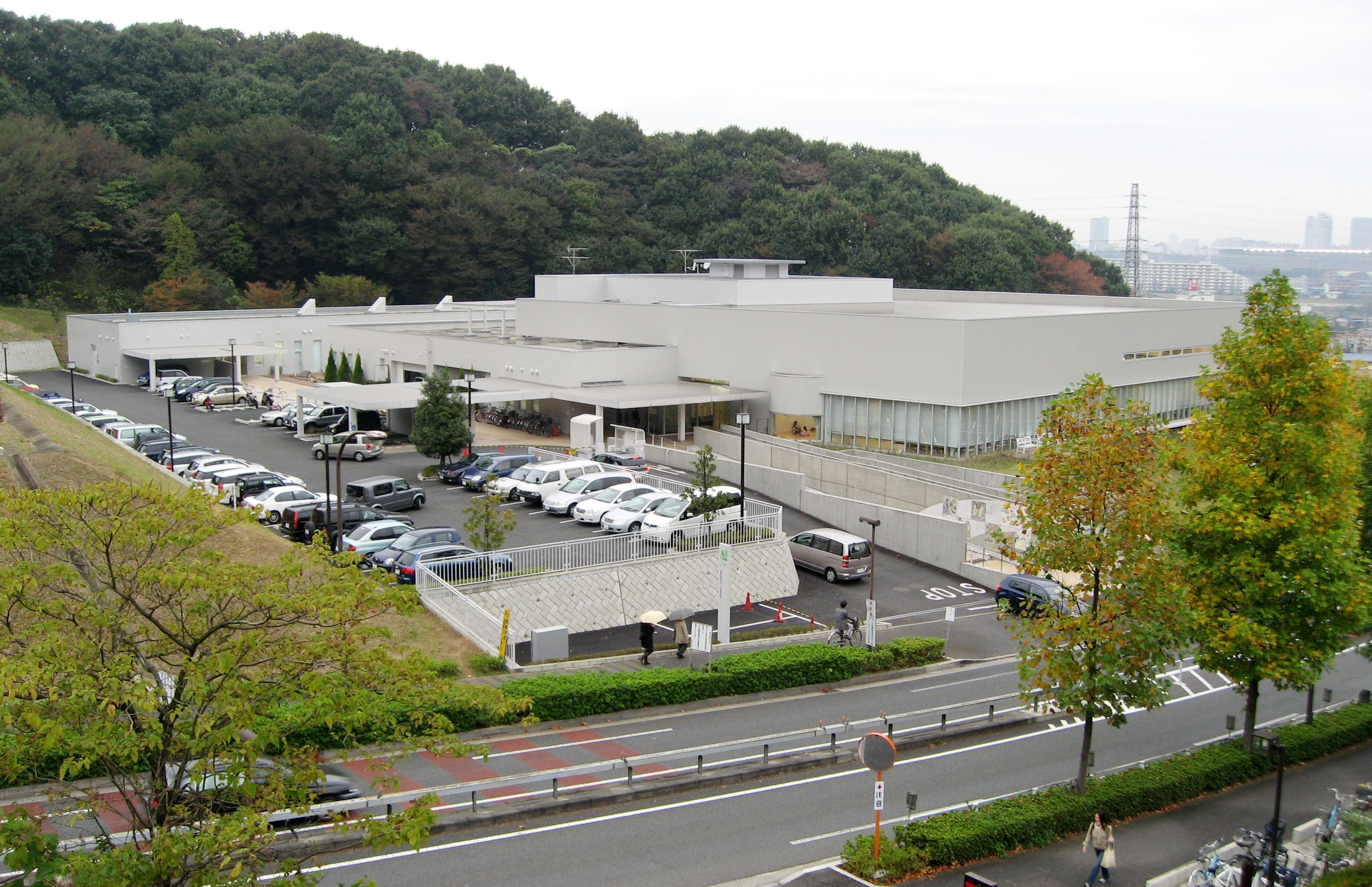
中央図書館と体験学習館（2008年11月）

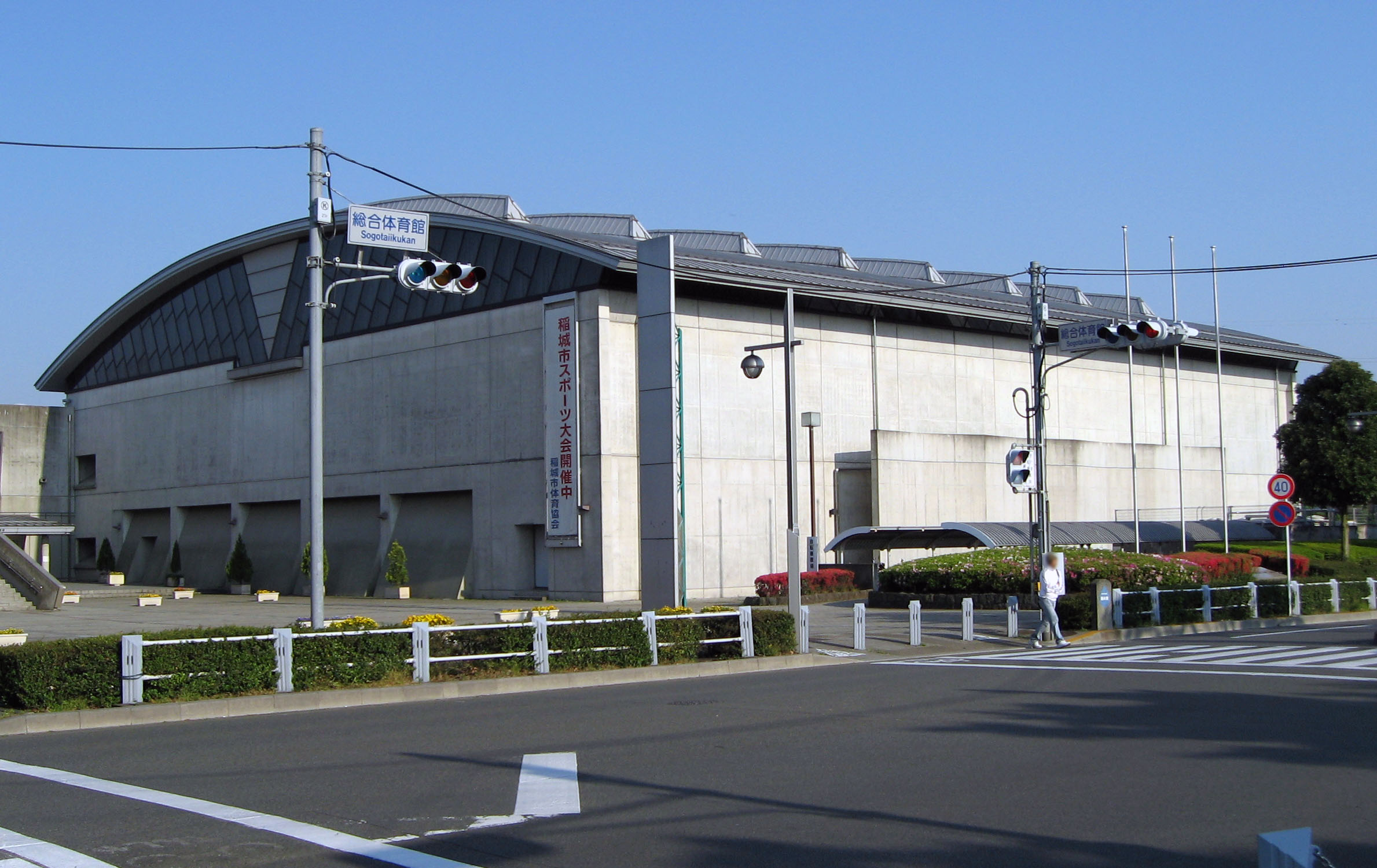
稲城中央公園総合体育館（2009年4月）

### 図書館
中央図書館（城山公園内）の他、第一図書館、第二図書館、第三図書館、第四図書館、iプラザ図書館の5つの分室がある。また、配本所が、坂浜コミュニティ防災センターと稲城市立病院の2か所にある。中央図書館には、体験学習館が併設されている。図書館は、京王線沿線7市（稲城市、八王子市、府中市、調布市、町田市、日野市、多摩市）および川崎市の在住者が、相互に利用が可能である。

### 体育施設
- 稲城中央公園総合グラウンド（長峰） - 日本陸連公認（4種）グラウンド。L・リーグ（なでしこリーグ）や日本フットボールリーグ（JFL） などの公式戦にも使われる。
- 稲城中央公園総合体育館（長峰） - 総合グラウンドのそば。バレーボールチャレンジリーグの公式戦にも使われる。
- 稲城中央公園野球場（向陽台） - 総合グラウンドのそば。
- 南多摩スポーツ広場 - 南多摩駅近隣の富士通南多摩工場に隣接して設置され、富士通サッカー部、及びその後身の川崎フロンターレの練習場として1999年の麻生グラウンド完成まで使用された。2005年の工場閉鎖後に市へ移管された。移管後の2006年に関東サッカーリーグでの使用実績あり。
- TOKYO GIANTS TOWN - 読売ジャイアンツ2軍の試合・練習会場として2023年3月に完成予定だったが、2年延期され2025年3月にオープン予定。

### 文化施設

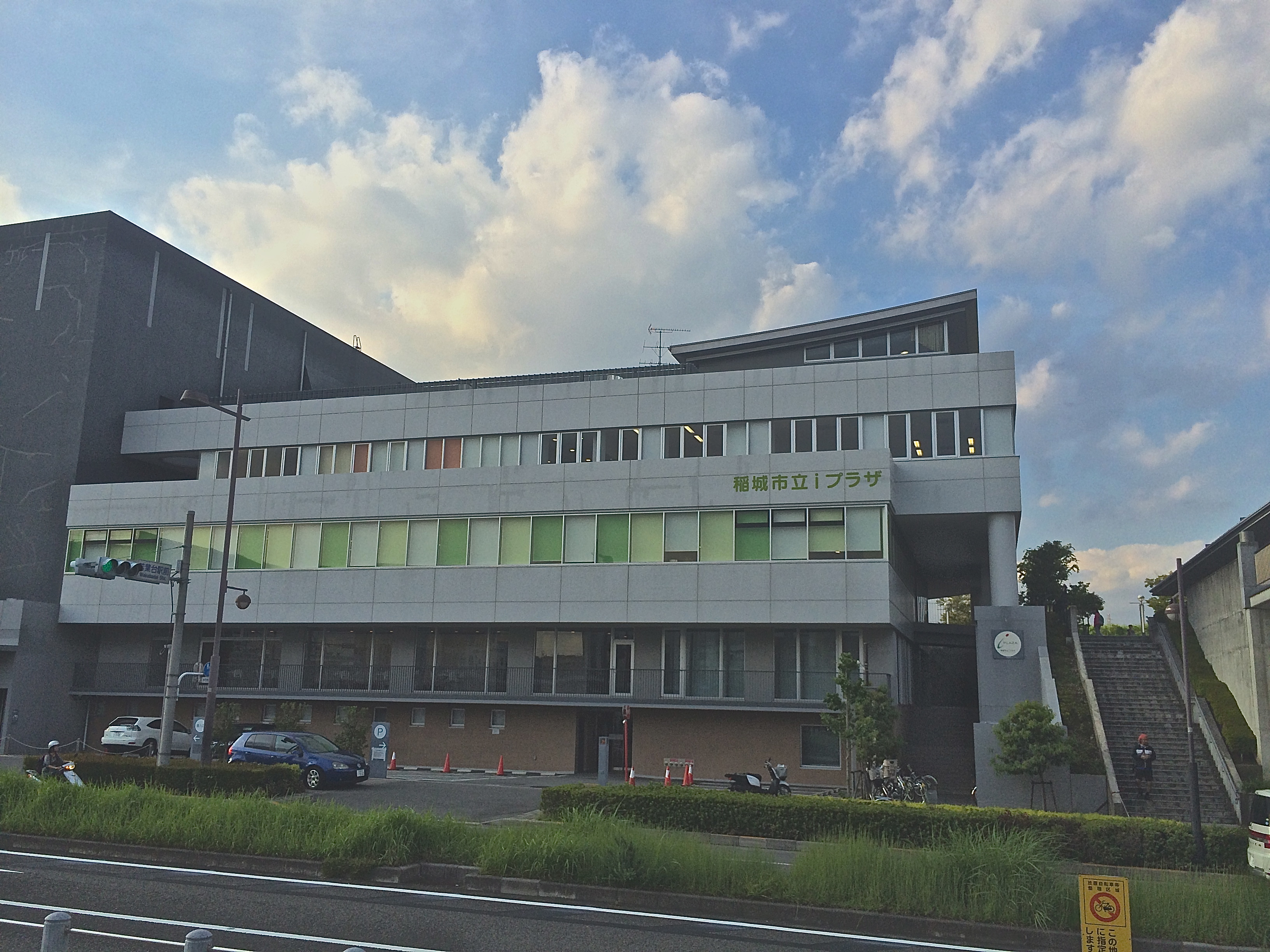
稲城市立iプラザ

文化センター
教育と福祉の複合施設として、中央文化センター（東長沼）、第二文化センター（矢野口）、第三文化センター（平尾）、第四文化センター（東長沼）、城山文化センター（向陽台）の5か所にある。公民館、図書館、学童クラブ、児童館、老人福祉館などの機能を持っている。
iプラザ
2009年10月18日に「稲城市立iプラザ」（若葉台）が開館した。410人を収容できるイベントホールや図書館、スタジオ、会議室などからなる複合文化施設である。
複合施設ふれんど平尾
廃校となった稲城市第八小学校の校舎を利用して2004年（平成16年）7月に開館した複合施設。

### 歴史博物館系施設
稲城市郷土資料室
複合施設ふれんど平尾2階にある市立歴史博物館にあたる施設で、遺跡から出土した遺物や歴史資料を展示。

## 交通

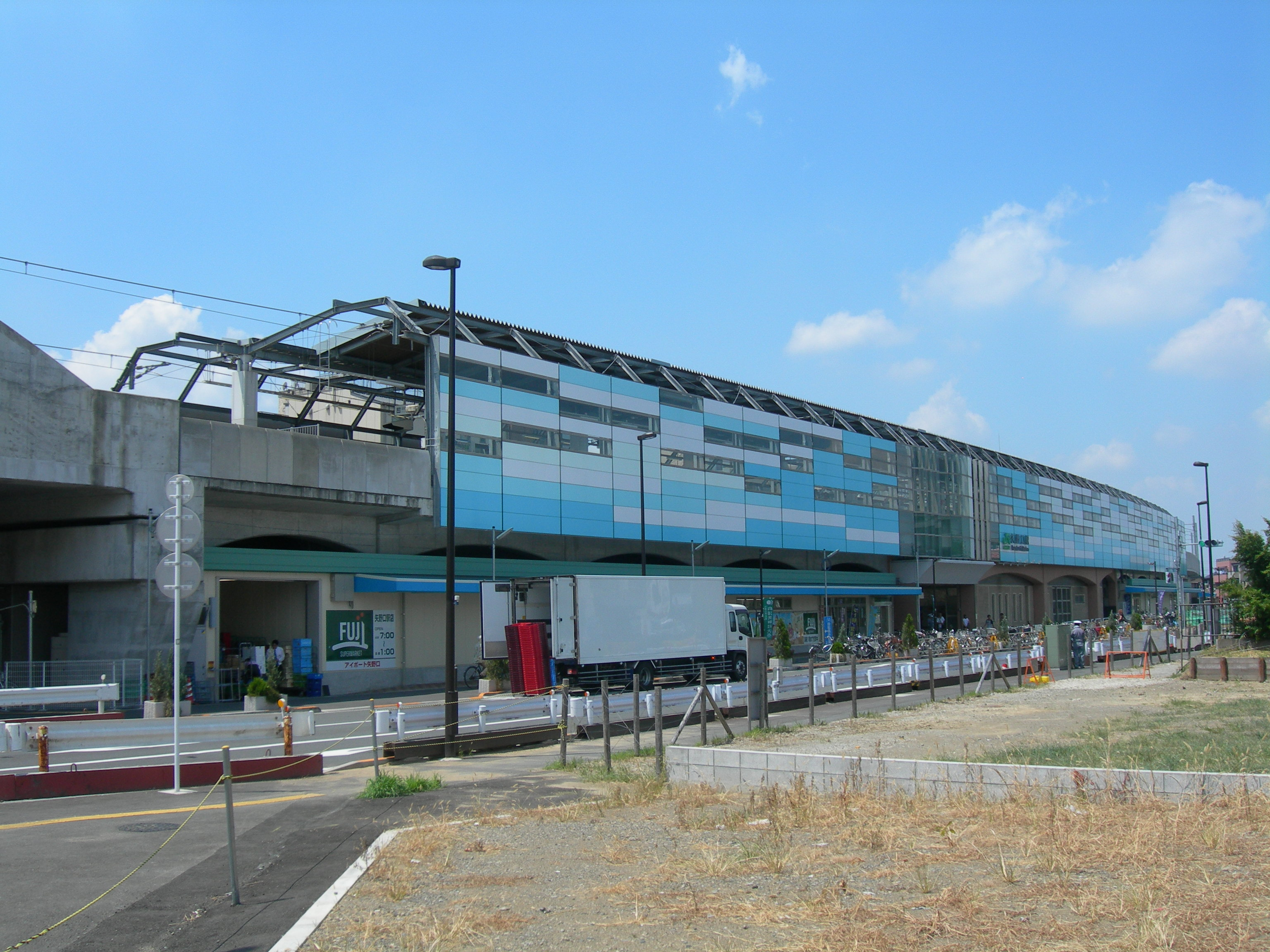
南武線矢野口駅（2008年8月）

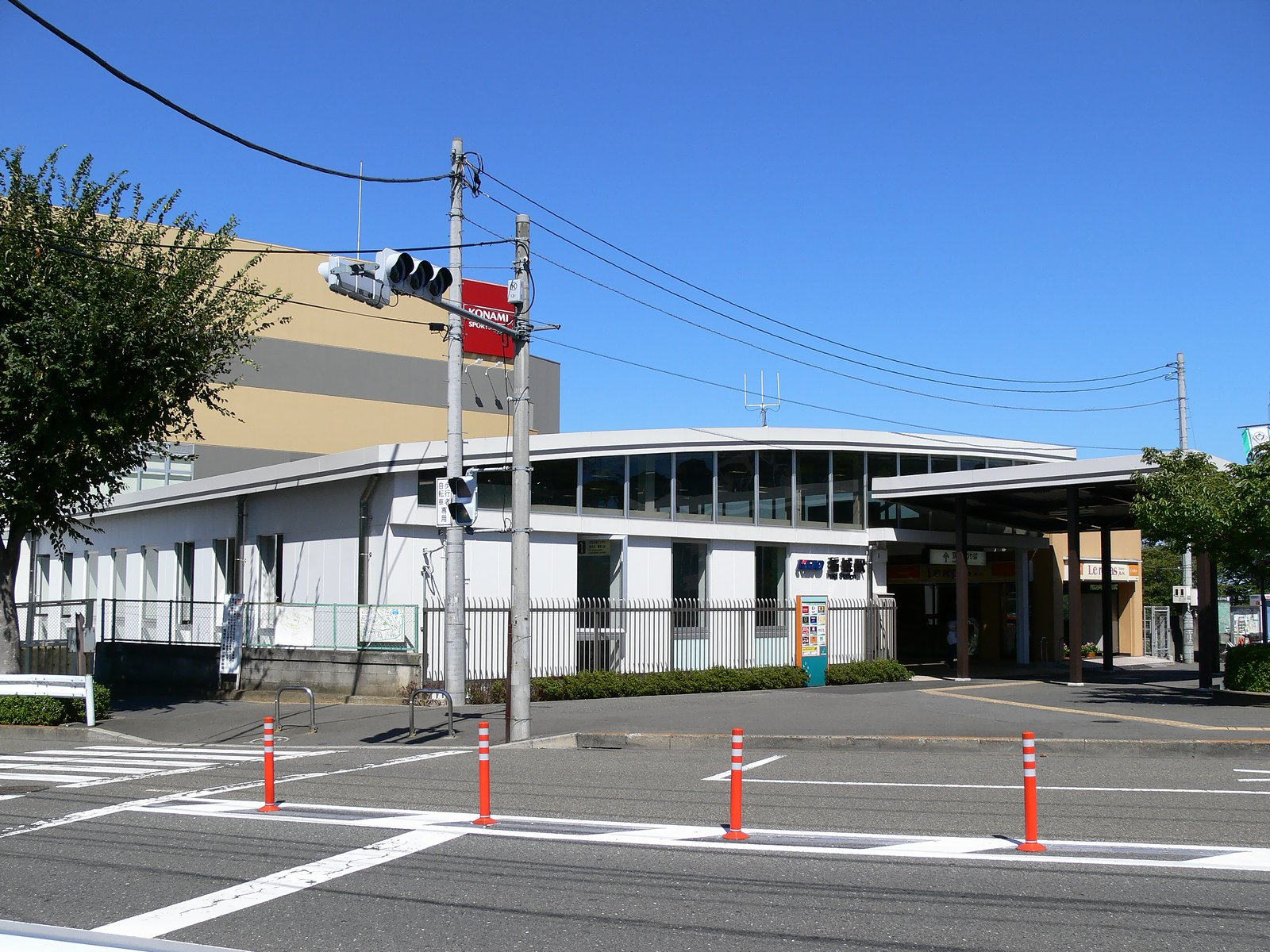
京王相模原線稲城駅（2007年9月）

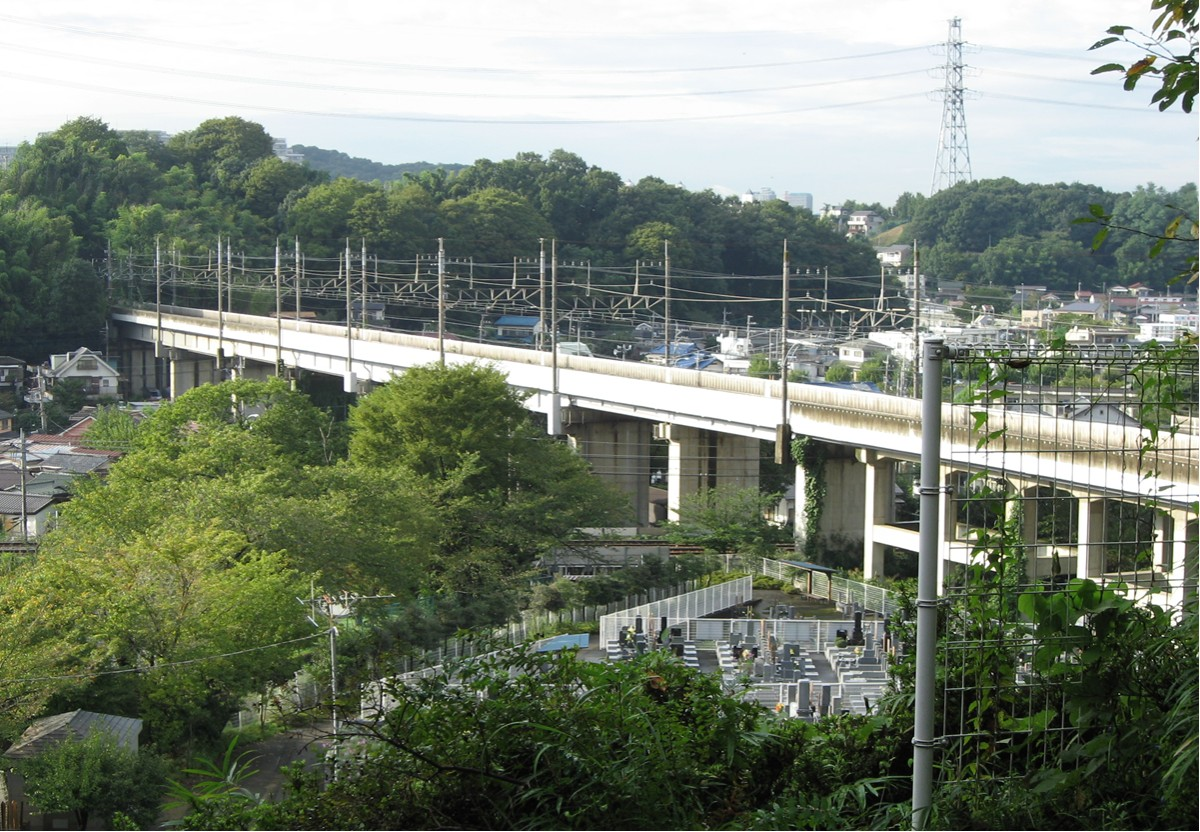
市内を縦断する武蔵野南線（2008年9月）

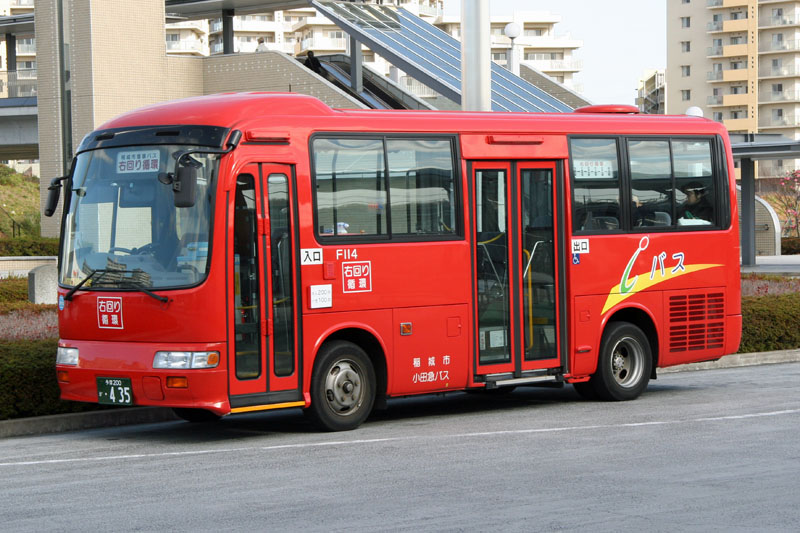
iバス

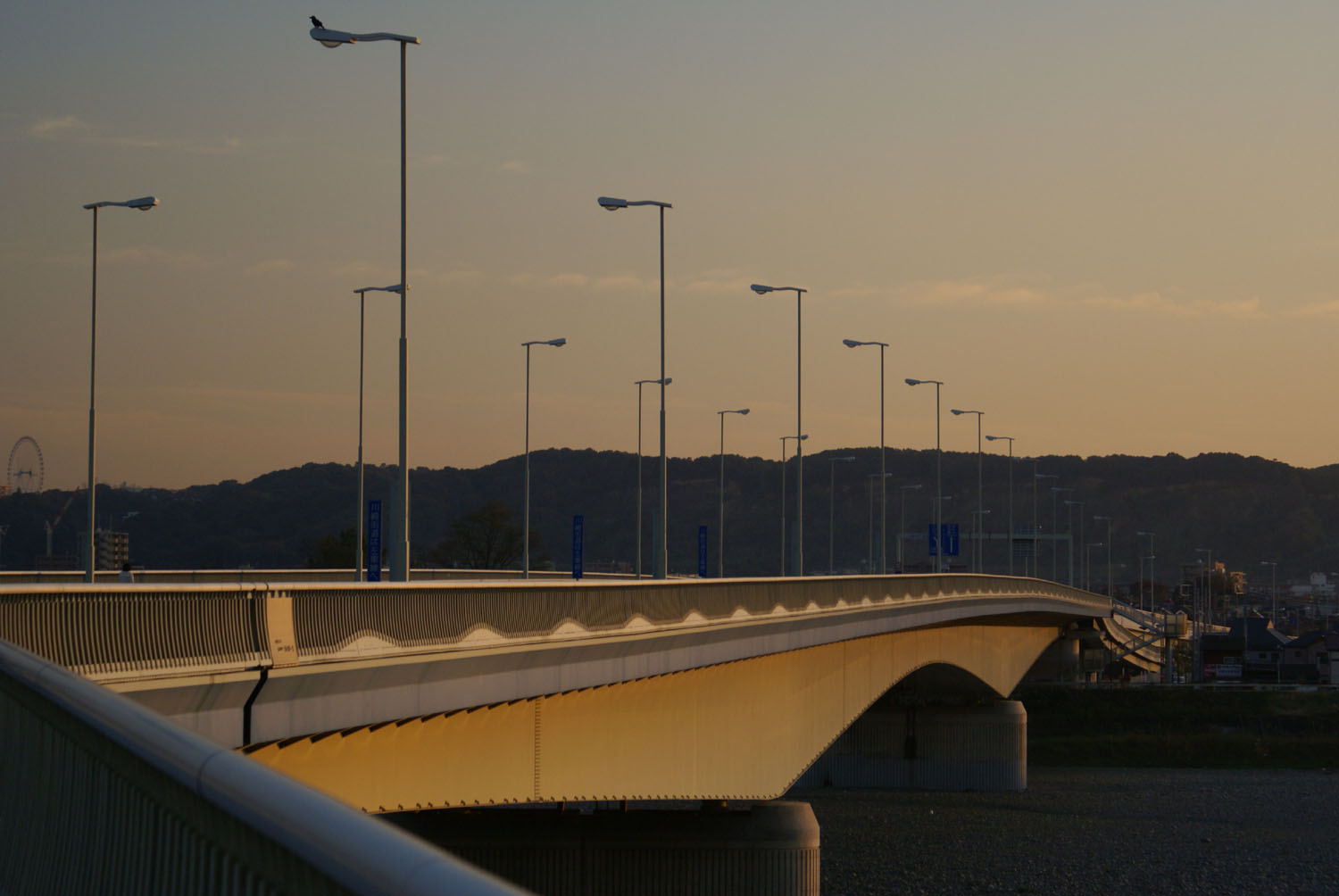
多摩川にかかる稲城大橋（2007年11月）

### 鉄道
市内を走る鉄道路線は全てトンネル区間、及び高架化された為、踏切は存在しない。
東日本旅客鉄道（JR東日本）
 南武線
- - 矢野口駅 - 稲城長沼駅 - 南多摩駅 -

かつては南多摩駅と稲城長沼駅の間に「大丸駅」、1931年以降は「多摩聖蹟口駅」と呼ばれた駅が存在したが、1939年に廃止された。
矢野口駅は2004年-2005年に、稲城長沼駅と南多摩駅は2011年-2013年に高架駅となった。それとともに矢野口駅から多摩川橋梁南側までの高架化が完了し、以降は稲城市による土地区画整理事業が行われている。
- 武蔵野線（貨物線）

通過のみで駅は存在しない。その路線のほとんどがトンネル（第二稲城トンネル、第一稲城トンネル、百村トンネル、生田トンネル）で、地上を走る個所は3個所のみであり、その一部が高架橋となっている。稲城市を北西から南東に横切っており、おおよその経路は、稲城市立病院わき（第二稲城トンネル） - 京王相模原線稲城駅西側（高架橋による立体交差） - よみうりランド正面入口（生田トンネル）あたり。
京王電鉄
 相模原線
- - 京王よみうりランド駅 - 稲城駅 -

市域内の同線の駅は、前後を神奈川県（川崎市）に挟まれているため、神奈川県を通らないと東京都の他の駅に行くことができない。
稲城駅と若葉台駅間に、坂浜新駅（仮称）を設置する構想がある。
京王相模原線の若葉台駅（川崎市麻生区黒川）は若葉台地区の中心街に隣接する市境にあり、同地区からの利用が多くなっている。また小田急多摩線のはるひ野駅（川崎市麻生区はるひ野）も稲城市・多摩市との境に近接しており、若葉台地区西端から近い。市の南部、平尾地区は川崎市麻生区の小田急小田原線新百合ヶ丘駅・小田急多摩線栗平駅が近く、後述の iバスも栗平駅前まで出ている。

### バス路線
京王電鉄バスグループ
小田急バスと同系統では稲城駅 - 若葉台駅がある。他にも稲城駅 - 聖蹟桜ヶ丘駅、府中駅 - 稲城市立病院、調布駅南口 - 稲城市立病院、若葉台循環など。
小田急バス
若葉台駅 - 長峰 - 向陽台 - 稲城駅系統（長峰で折り返すバスもあり）と、稲城市立病院 - 稲城駅 - 坂浜 - 新百合ヶ丘駅系統と、若葉台駅 - 平尾団地 - 新百合ヶ丘駅系統がある。稲城系統は京王バスと同一路線。市内を通過する路線では、他にも調布駅南口 - 稲城市役所 - 柿生駅系統がある。
神奈川中央交通
鶴21（鶴川駅 - 和光学園 - 若葉台駅）がある。2024年3月までは鶴22（鶴川駅 - 和光学園 - 若葉台駅 - 調布駅）、柿26（若葉台駅 - 柿生駅 - 市が尾駅）、柿27（若葉台駅 - 柿生駅）の3系統も存在した（土曜1往復のみ）
iバス
稲城市内を運行しているコミュニティバス。赤い色でデザインされた専用車両を使用しており、運行は小田急バスへ委託している。市内を循環する路線（右回り循環・左回り循環）と、平尾団地 - よみうりランド丘の湯間、平尾団地 - 稲城市立病院間、はるひ野駅 - 稲城市立病院間の全5路線が運行されている。

### 索道
- よみうりランドスカイシャトル
  - - 京王口ステイション

### 道路

#### 有料道路
後述の稲城大橋の無料開放以降、存在しない。また、中央自動車道に稲城インターチェンジが存在するが、対岸の府中市に位置する。稲城大橋はかつて有料道路であったが、2010年4月より無料開放された。

#### 都道府県道
- 主要地方道
  - 東京都道9号川崎府中線（府中街道）
  - 東京都道19号町田調布線（鶴川街道、南多摩尾根幹線）
  - 東京都道41号稲城日野線（川崎街道）
- 一般都道
  - 東京都道137号上麻生連光寺線
  - 東京都道124号稲城読売ランド前停車場線

## 日本以外の国の施設
- 在日米軍多摩サービス補助施設 - 横田基地のレクリエーション施設として利用されており、かつては日本陸軍多摩火薬製造所であった。英語名はTama Hills Recreation Centerである。

## 地域放送
- ケーブルテレビ
  - J:COMせたまち（旧・小田急情報サービス） - 小田急線沿線
  - 多摩テレビ - ニュータウン地域

## 観光

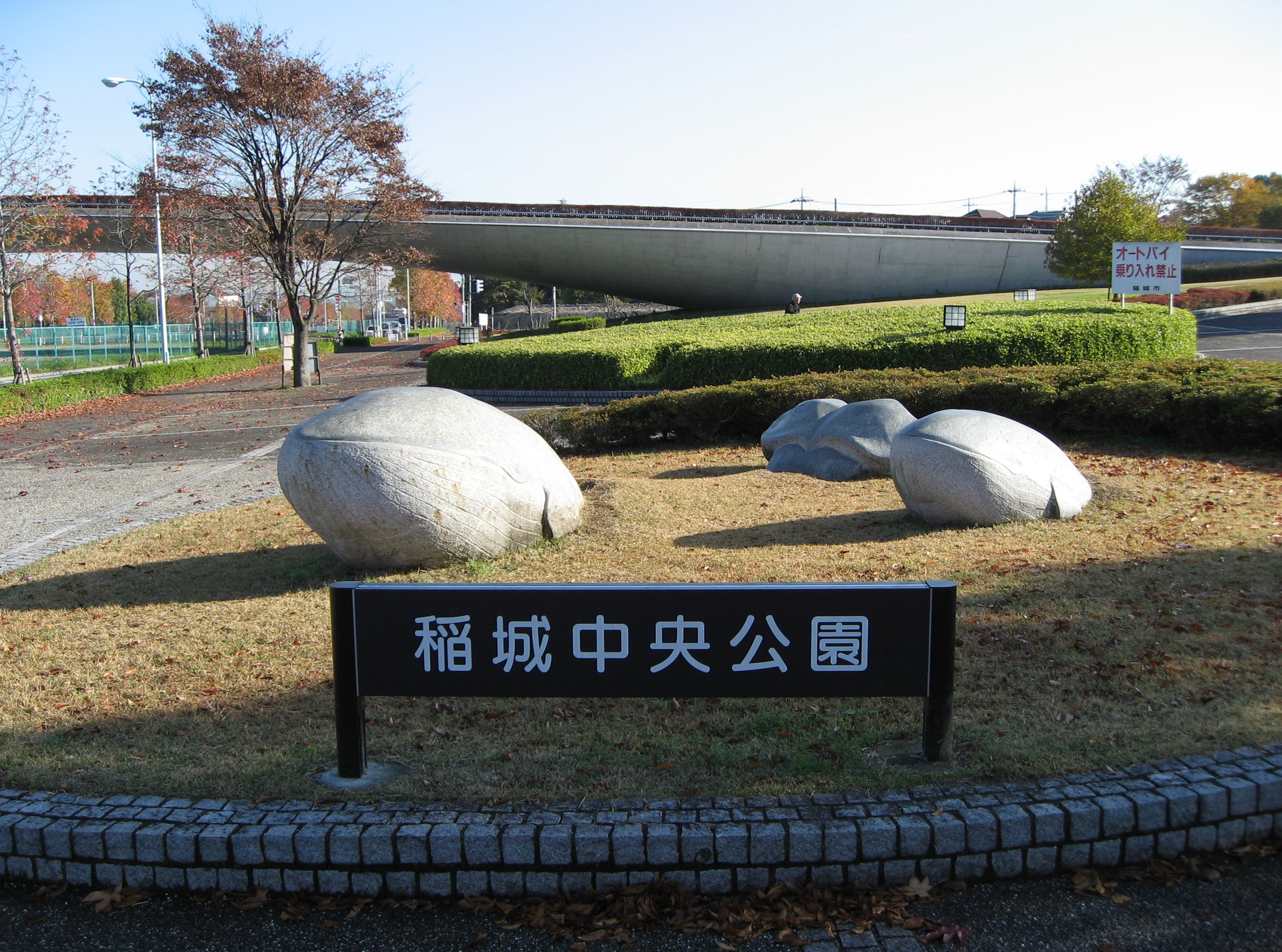
稲城中央公園の標識とくじら橋（2008年11月）

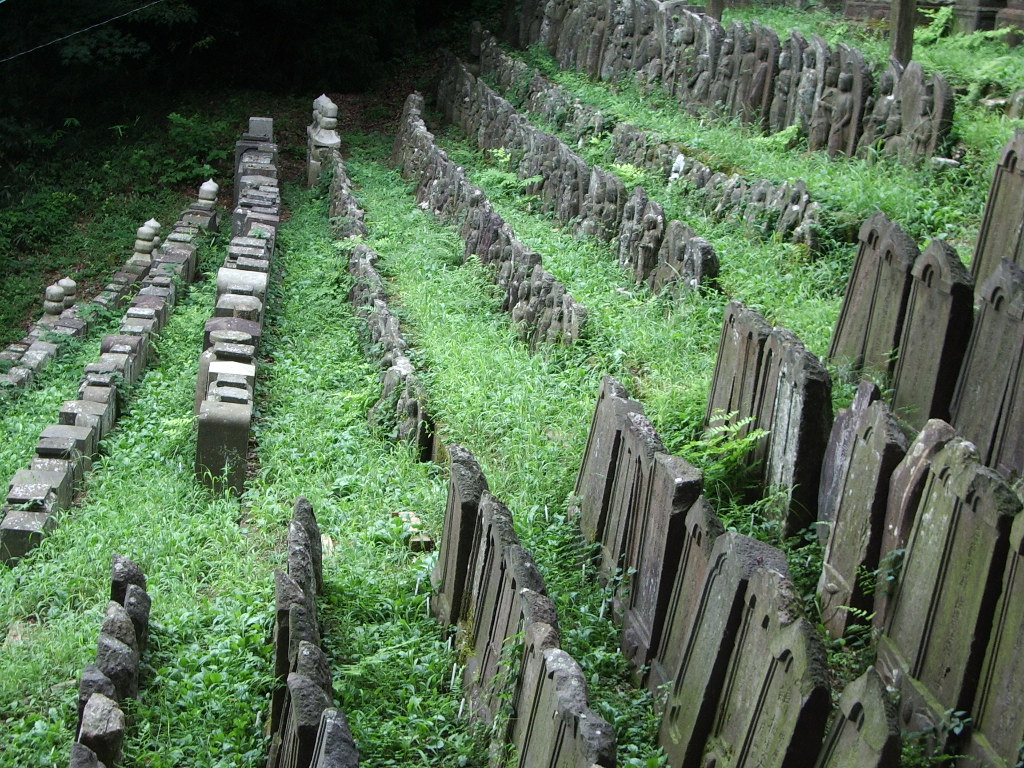
ありがた山の石仏群（2006年4月）

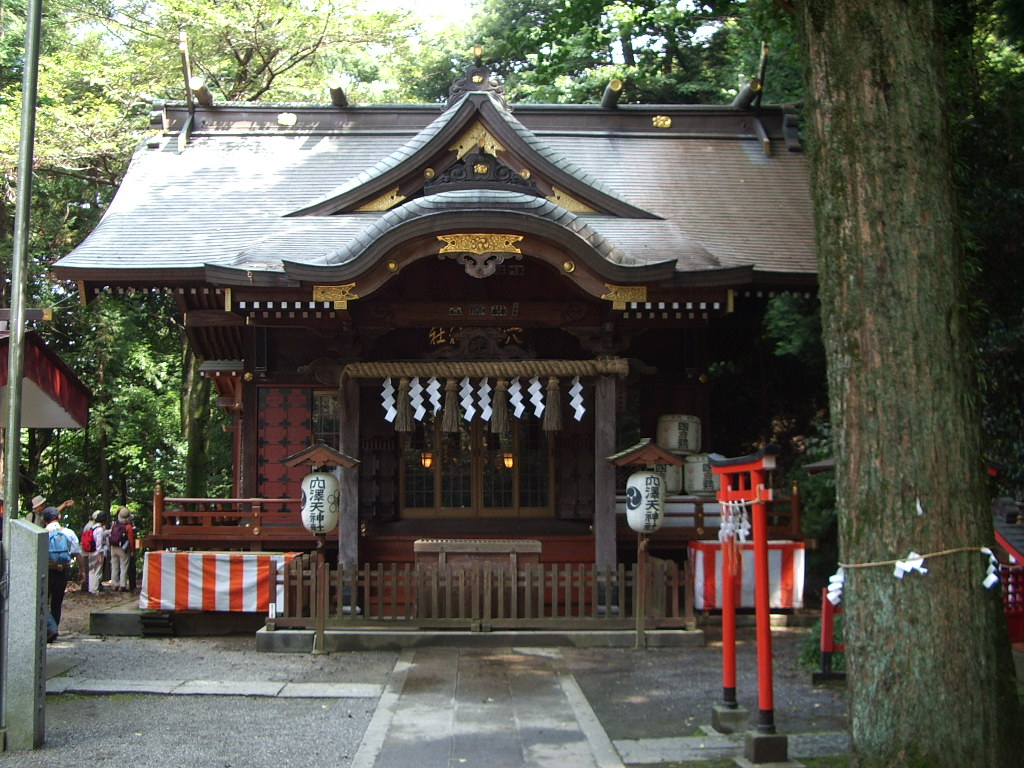
穴澤天神社（2006年9月）

### レジャー施設
- よみうりランド（所在地は株式会社よみうりランド本社のある稲城市となっているが、敷地の大部分が川崎市多摩区に属する）
- よみうりランド花景の湯
- よみうりランドHANA・BIYORI
- 稲城ふれあいの森・小田良の里（キャンプ場）
- 大塚牧場
- 稲城天然温泉・季乃彩

### 公園
- 稲城中央公園
- 城山公園
- 若葉台公園（稲城第四公園）
- 上谷戸親水公園
- 大丸公園
- 稲城北緑地公園
- みはらし緑地

### 名所・旧跡
- くじら橋
- 弁天洞窟（新東京百景）
- ありがた山
- 三沢川
- 穴澤天神社 （式内社）
- 大麻止乃豆乃天神社（式内社論社）
- 青渭神社（式内社論社）
- 竪神社
- 普寛教会

### 祭事・催事
- 稲城クロス - 北緑地公園にて年に2回開催されるシクロクロス大会。
- 市民ロードレース大会（1月中旬または下旬） - 稲城中央公園総合グラウンド及びその周辺にて開催。
- メカデザイナーズサミット（3月） - 「メカニックデザイナー大河原邦男プロジェクト」のトークイベント。
- 稲城手づくり市民まつり（5月上旬） - 城山公園にて開催。
- 日米親善稲城市民ゴルフ大会（5月下旬） - 多摩サービス補助施設内多摩ヒルズゴルフコースにて開催。
- 稲城フェスティバル（7月または8月の日曜日） - 通称は「稲フェス」。多摩サービス補助施設にて開催。
- 穴澤天神社例大祭（8月25日に近い日曜日） - 国の重要無形民俗文化財である江戸の里神楽などが奉納される。
- Iのまち いなぎ市民祭（10月下旬） - 稲城中央公園及び稲城市立iプラザホールにて開催。市内最大規模の祭事である。

## スポーツチーム
- 東京ヴェルディ1969
- 日テレ・東京ヴェルディベレーザ

ヴェルディグラウンド（読売サッカー場）を練習拠点に活動。（Jリーグのホームタウン登録は東京都全域）
- 東京ヴェルディバレーボールチーム
- 読売ジャイアンツ

南山地区に二軍の練習拠点「TOKYO GIANTS TOWN」を2025年開設予定。

## 出身人物
- 小俣勇造 - 稲城の和算家
- 中山伝蔵 - 稲城の剣道家。
- 窪全亮 - 稲城の教育家。
- 礒川重作 - 稲城の教育家。
- 窪美澄 - 小説家。山本周五郎賞、山田風太郎賞、織田作之助賞受賞。
- 孝子長五郎 - 18世紀の農民。親孝行ぶりを認められ、江戸幕府より表彰された。
- 大河原邦男 - メカニックデザイナー（機動戦士ガンダム、稲城市イメージキャラクター稲城なしのすけなど）
- 黒田雅之 - プロボクサー。第34代日本ライトフライ級王者。
- 高橋香波 - 女優
- 鈴木ノリアキ - ストリーマー。
- 後藤翔之 - 競艇選手

### ゆかりの人物
- 坂田健史 - プロボクサー。世界王座獲得時に稲城市在住。
- 井上ジェット - 企画演出家（稲城市イメージキャラクター稲城なしのすけ制作）
- 伊藤ゆき - ラジオパーソナリティ・プロデューサー・ナレーター

## ゆかりの作品
- 仮面ライダー - ストロンガーまでの初期シリーズでは生田のスタジオが使われたため、屋外ロケは本市などで行われた。
- 仮面ライダーX - エンディングにて、百村の武蔵野線貨物トンネルを見る事が出来る。
- 電光超人グリッドマン - 1993年の特撮ヒーロー番組。主人公たちが暮らす町として向陽台が恒常的なロケ地となった。
- 虹のかなた - 2004年の放映のドラマ。主人公の母小川久美子の内職先の工場が株式会社ナカノ多摩営業所矢野口工場。所轄警察署が矢野口警察署。
- 南くんの恋人 - 1994年放映のドラマ。主人公たちの通う高校の外観として市立第5中学校正門付近が使われたり、市立体育館のアリーナ席や街中の風景などもよく撮影場所として使われた。
- しあわせのシッポ - 2002年4月～6月TBS系列で、毎週木曜日の22:00～23:00に放映されたテレビドラマ。場面の多くで稲城市が使われている。京王線稲城駅付近の実在するマンションに主人公が住んでいる設定になっている。
- 日輪の遺産 - 浅田次郎の小説。市内にある米軍多摩サービス補助施設（かつては陸軍多摩火工廠、その後米軍の多摩弾薬庫となり、現在は米軍のゴルフ場や乗馬場などとなっている）が舞台となっている。
- 大好き!五つ子 - 桜井家が関連する小学校・高校等は稲城市内にある。